# Chiese di Livorno

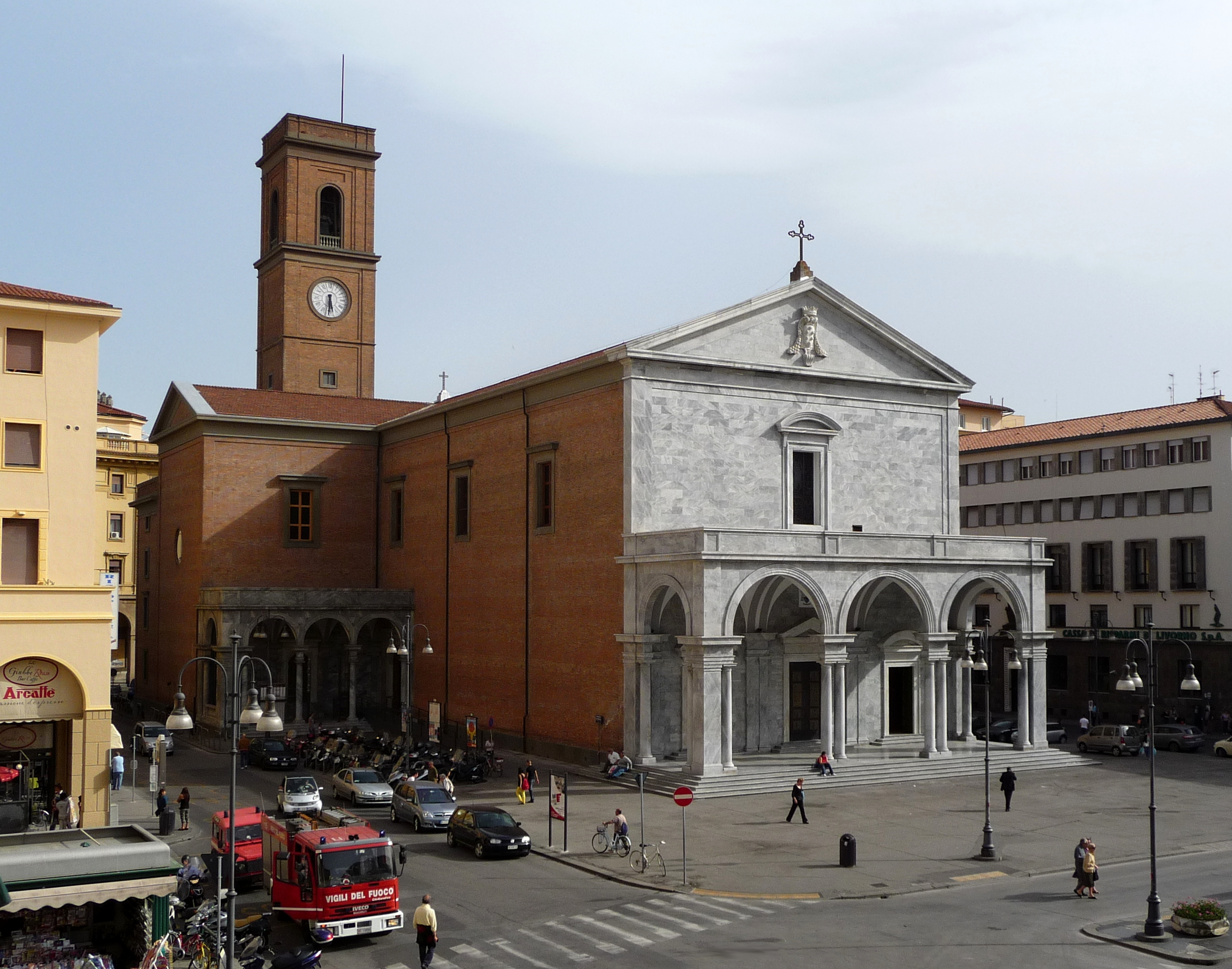
Il Duomo

Lista delle chiese di Livorno di interesse storico e artistico.

## Storia

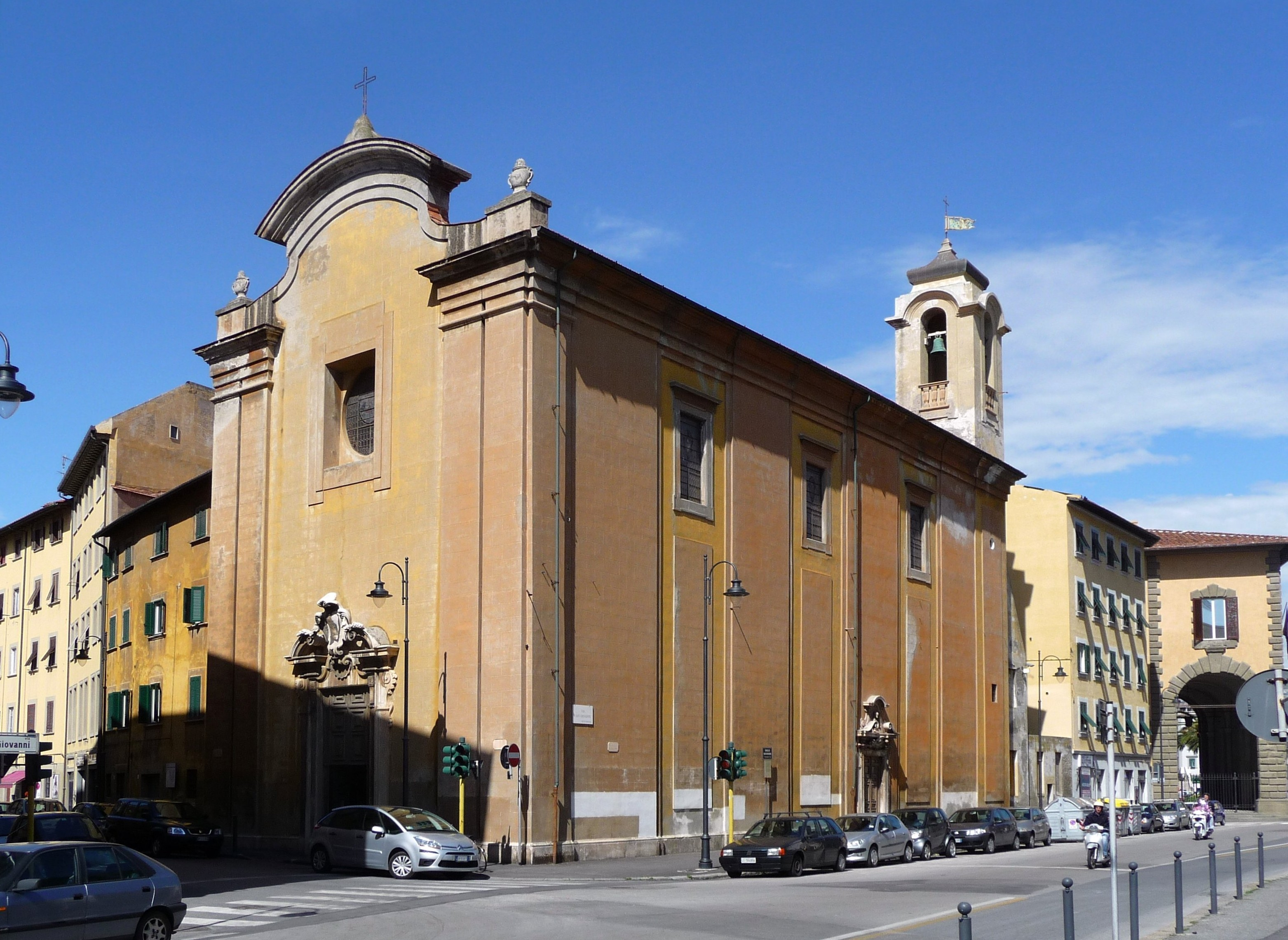
Chiesa di San Giovanni Battista

Nel Medioevo il villaggio di Livorno disponeva di alcune piccole chiese situate nei pressi della Rocca Nuova, la struttura difensiva attorno alla quale sarà poi innalzata la Fortezza Vecchia; di questi luoghi di culto, dopo le trasformazioni e le distruzioni attuate nel corso dei secoli, oggi resta solo la chiesa di San Giovanni Battista, che tuttavia subì un completo rifacimento nel XVII secolo. Altre testimonianze medievali sono presenti in quelle zone che un tempo costituivano i dintorni del villaggio labronico: a Santo Stefano ai Lupi, a Salviano, a San Jacopo in Acquaviva e nelle colline di Limone sono ancor oggi identificabili i resti di antiche pievi romaniche, seppur inglobati in edifici più recenti.

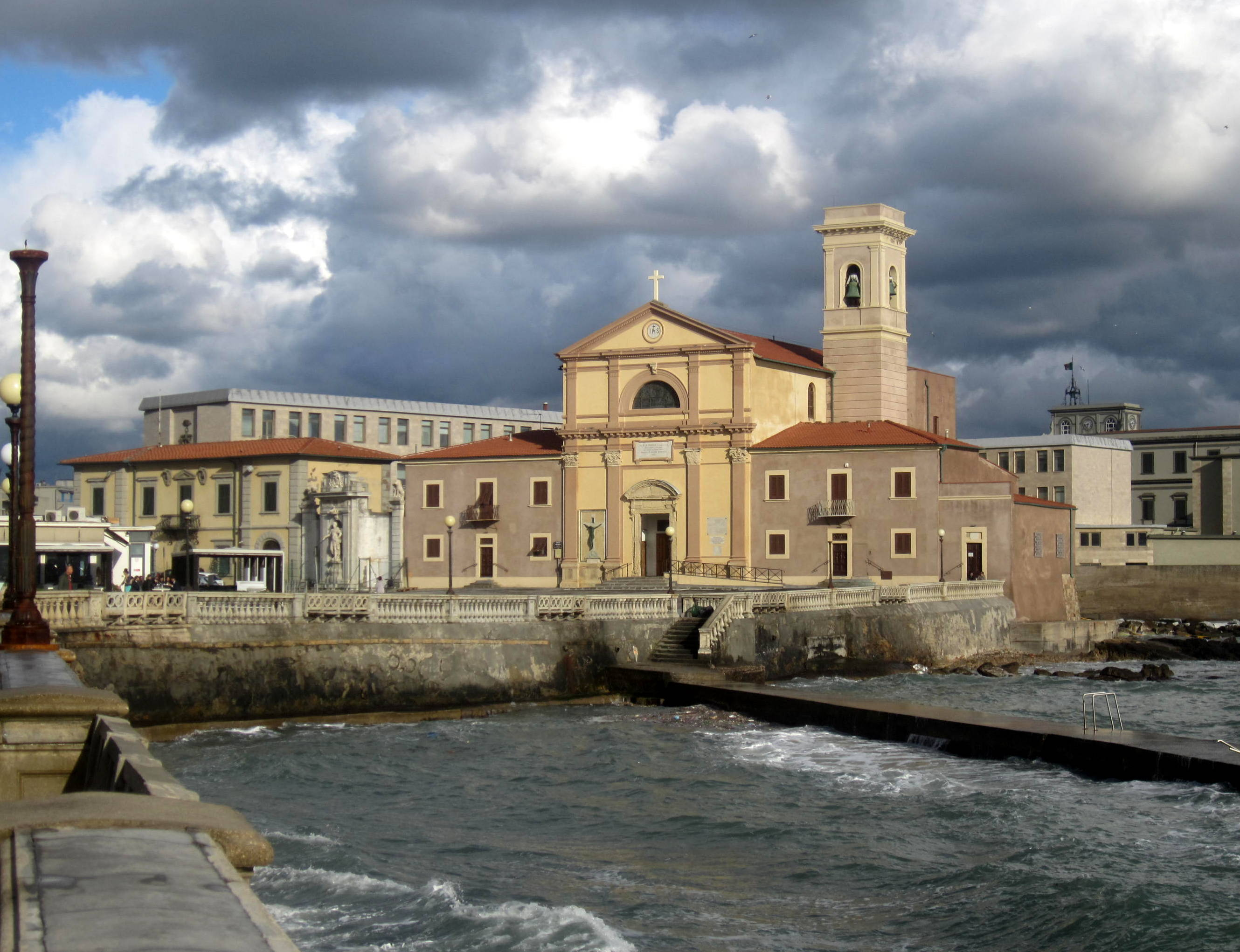
Chiesa di San Jacopo in Acquaviva

Con la fondazione della città medicea, sul finire del XVI secolo, vennero innalzati importanti luoghi di culto, quali il duomo di San Francesco, la chiesa della Madonna (ove avevano i propri altari gli olandesi alemanni, i corsi, i francesi e i portoghesi) e la chiesa dei Greci Uniti. Infatti, l'emanazione delle cosiddette Leggi Livornine aveva richiamato a Livorno numerosi stranieri, prevalentemente mercanti; tra questi, un ruolo di primo piano fu svolto dalla comunità ebraica, che ben presto divenne la più numerosa della città, tanto che, agli inizi del XVII secolo, innalzò una delle più belle sinagoghe d'Europa.
Nel Settecento furono edificate le principali chiese tardobarocche della città: nel quartiere della Venezia Nuova furono avviati i lavori della chiesa di San Ferdinando e della vicina Santa Caterina, mentre sul colle di Montenero fu ultimato l'importante santuario della Madonna delle Grazie.
Nell'Ottocento, durante il periodo lorenese, si registra la costruzione delle grandi chiese neoclassiche poste nei sobborghi cittadini, dove sorsero la chiesa di San Giuseppe, la chiesa di Sant'Andrea e il Seminario Gavi, la chiesa di San Benedetto, il tempio votivo del Soccorso e la chiesa dei Santi Pietro e Paolo.
Al contempo inglesi, scozzesi e successivamente, negli anni postunitari, anche i protestanti olandesi, ottennero il permesso di costruire i propri luoghi di culto.
Gran parte del patrimonio cittadino fu però distrutto o danneggiato durante la seconda guerra mondiale; il Duomo, la Sinagoga e la chiesa degli Armeni, furono devastati dai bombardamenti aerei e alla ricostruzione della cattedrale fece seguito la completa riedificazione del tempio israelitico e la quasi totale demolizione della chiesa armena.
Infine, tra le più interessanti architetture sacre del dopoguerra occorre segnalare la chiesa di Santa Rosa, opera del celebre architetto Giovanni Michelucci.

## Chiese cattoliche di rito latino

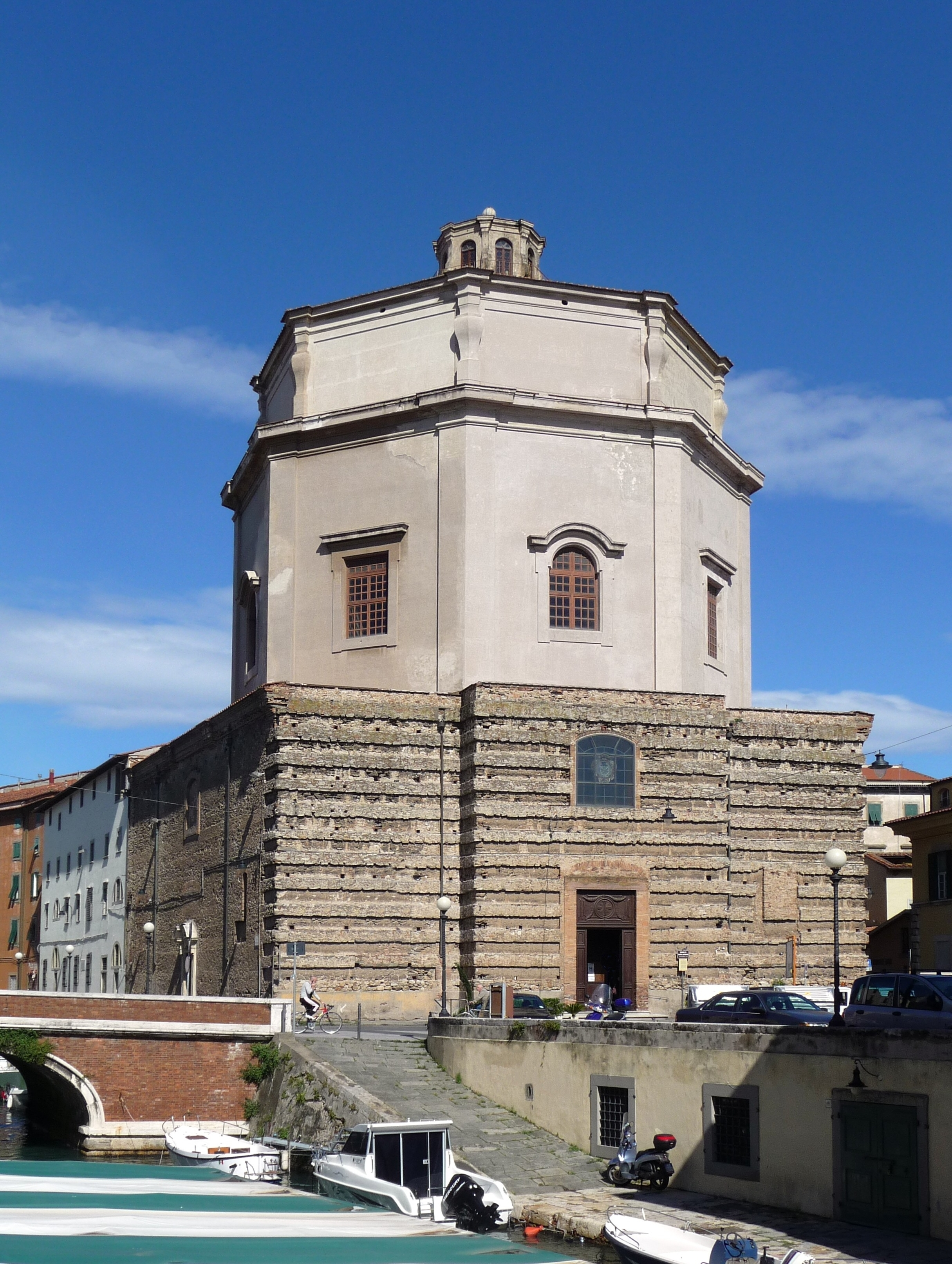
Cupola della chiesa di Santa Caterina

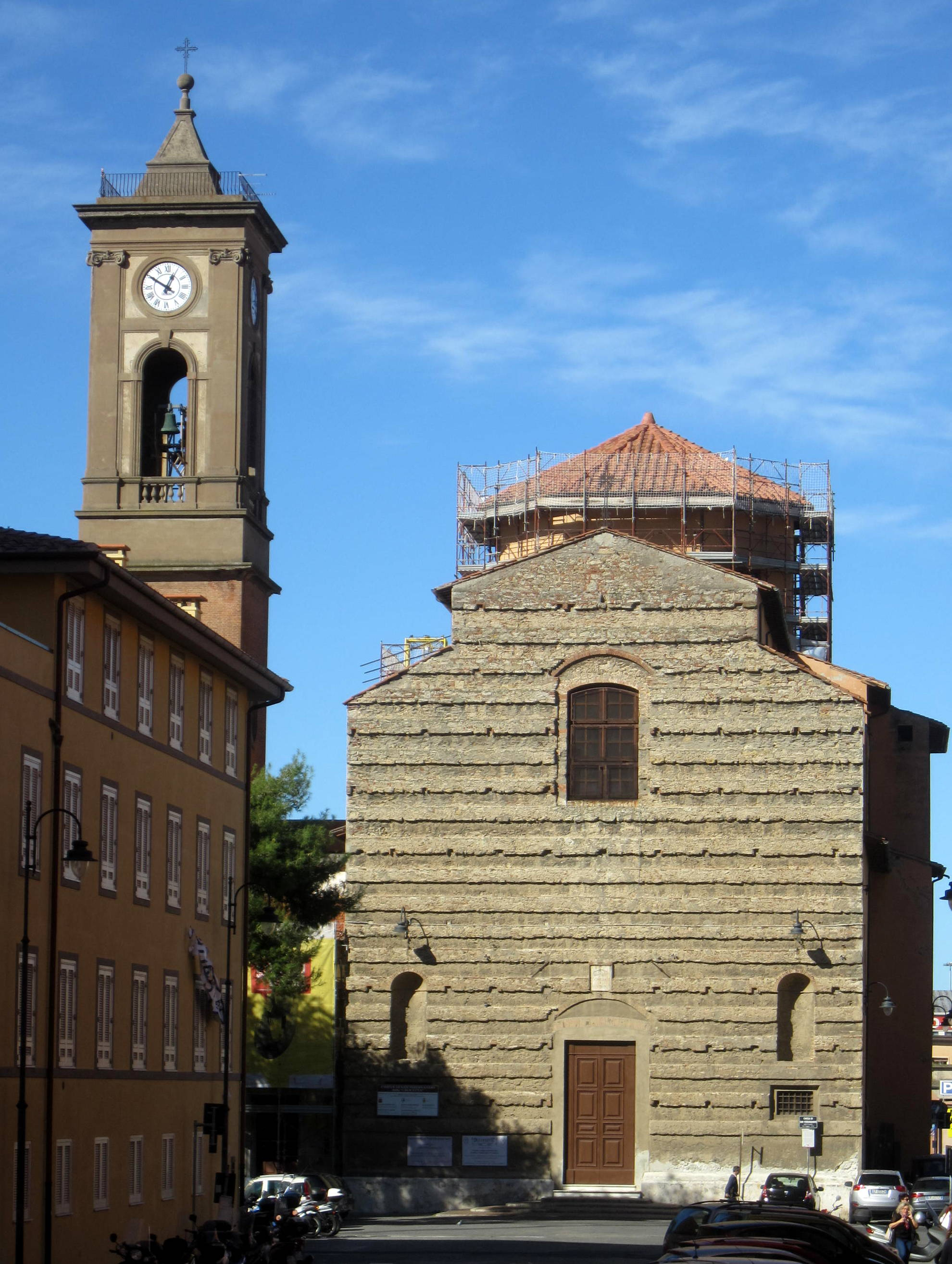
Chiesa di San Ferdinando

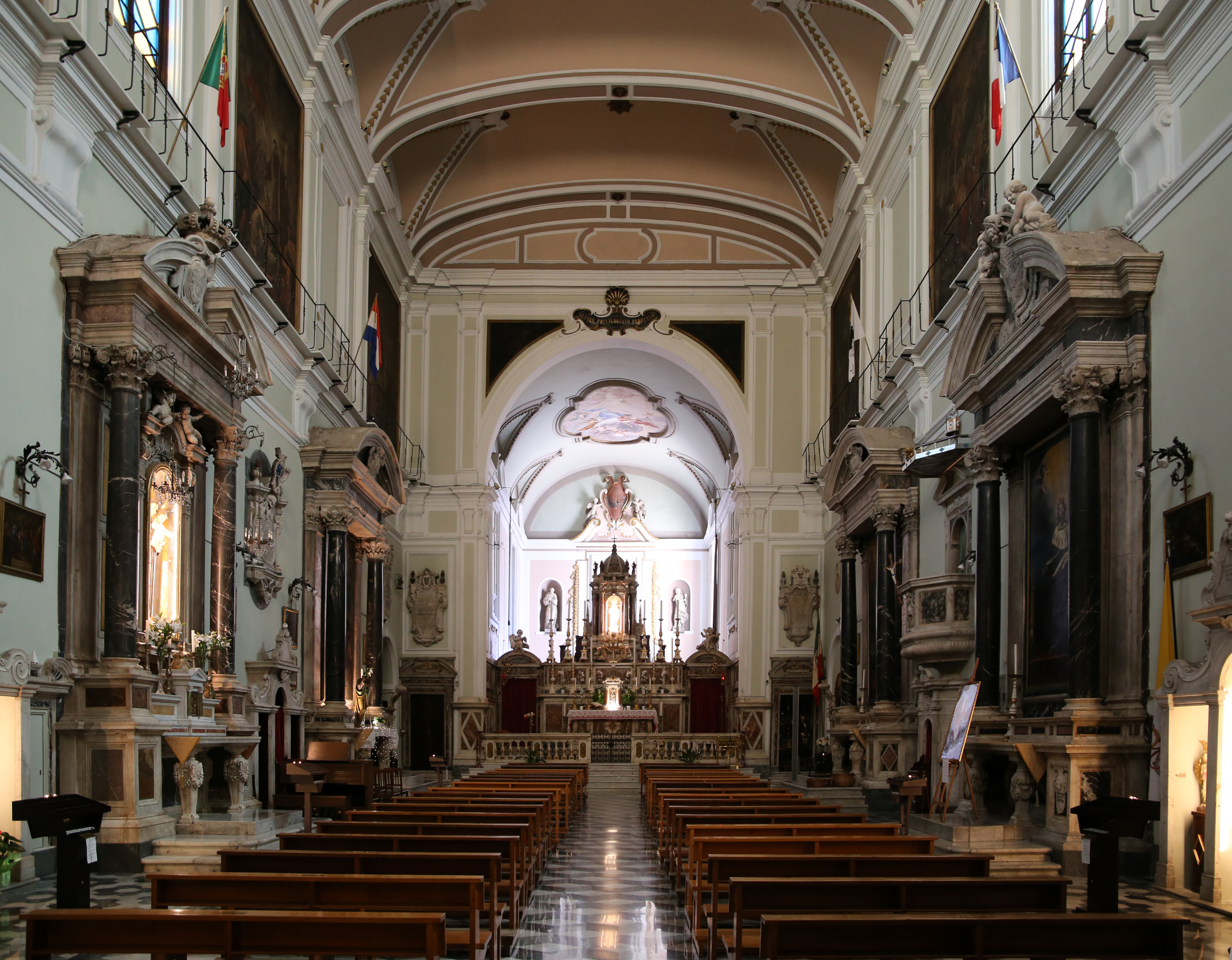
Chiesa della Madonna

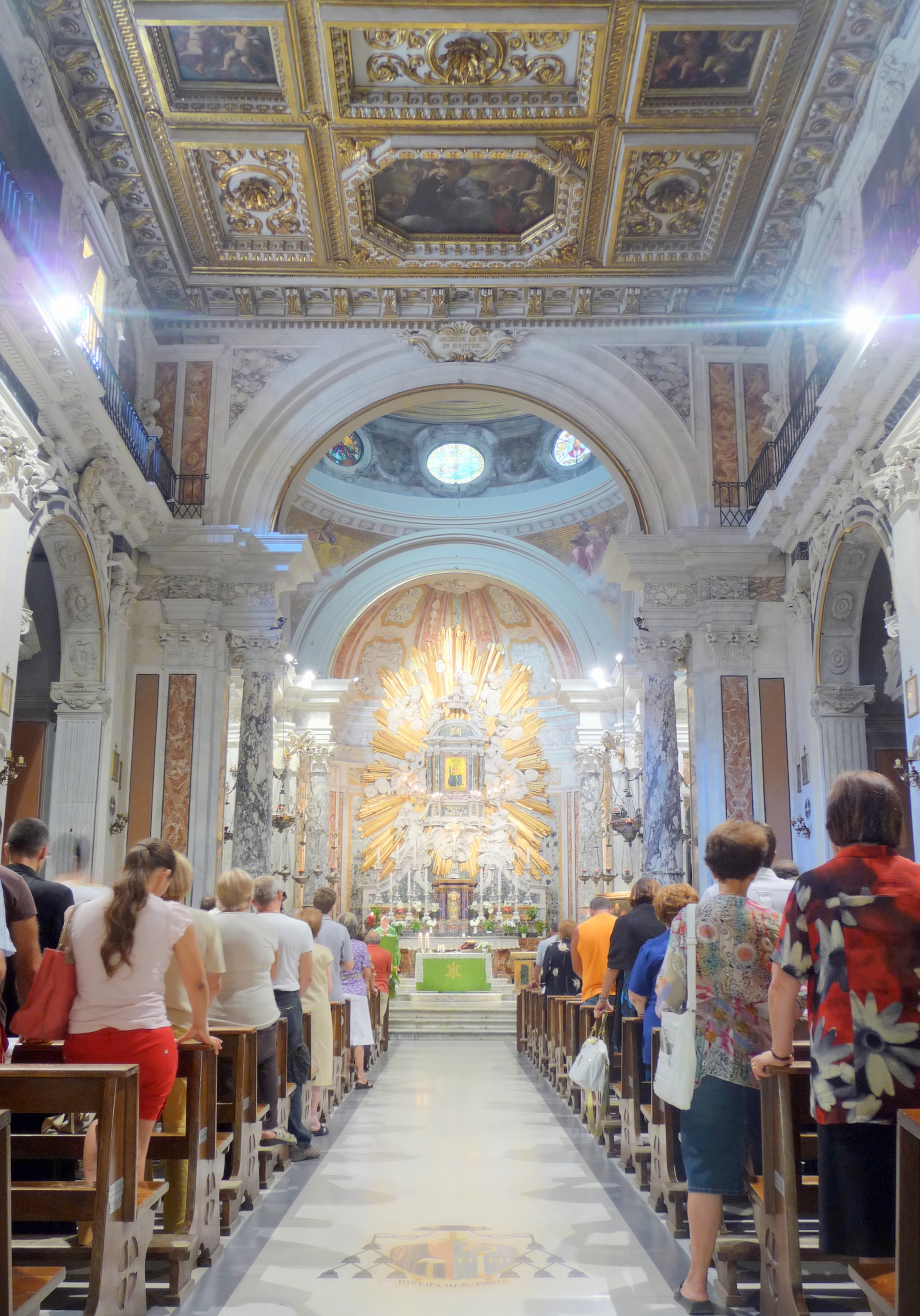
Santuario di Montenero

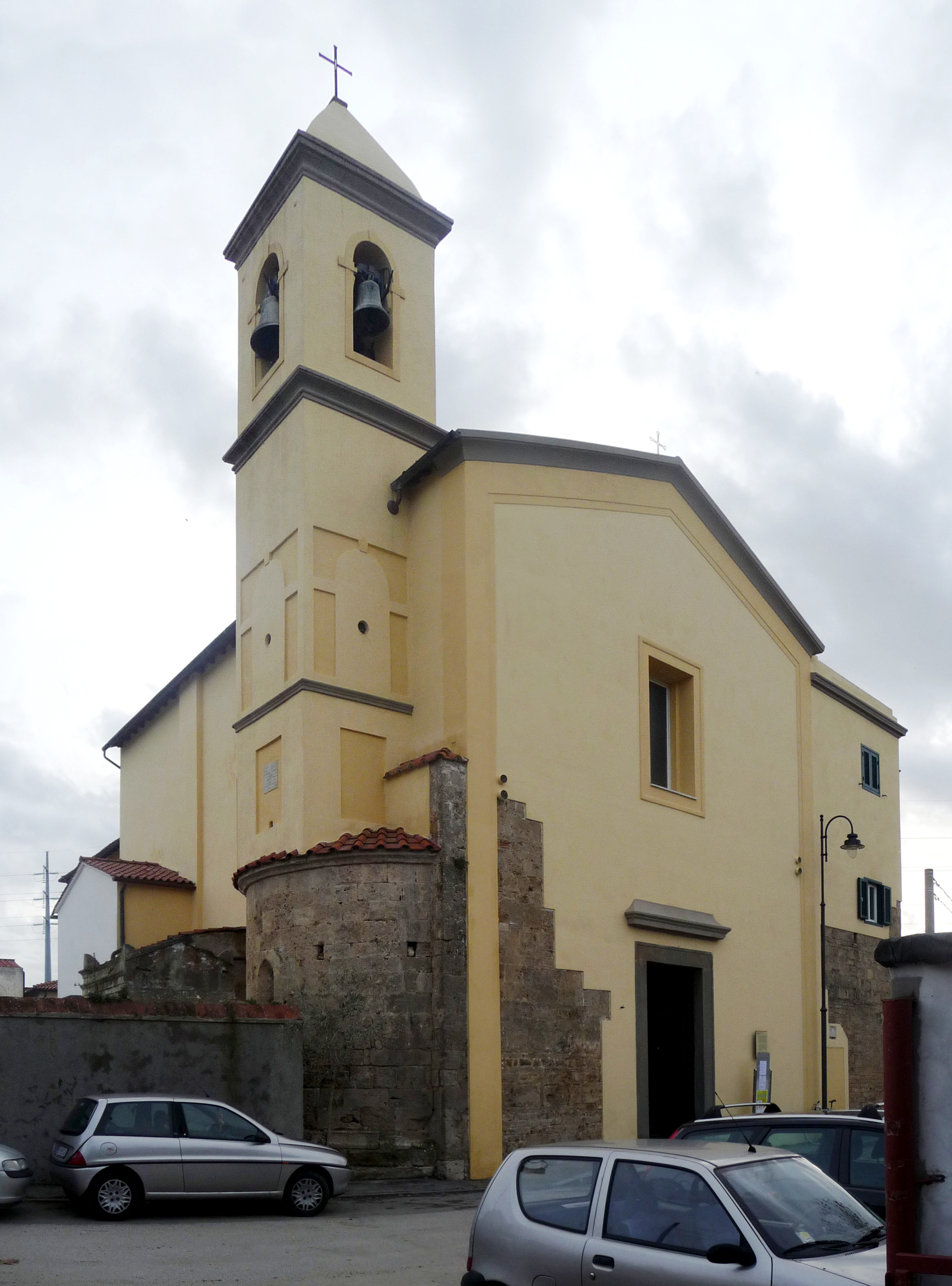
Chiesa di San Martino

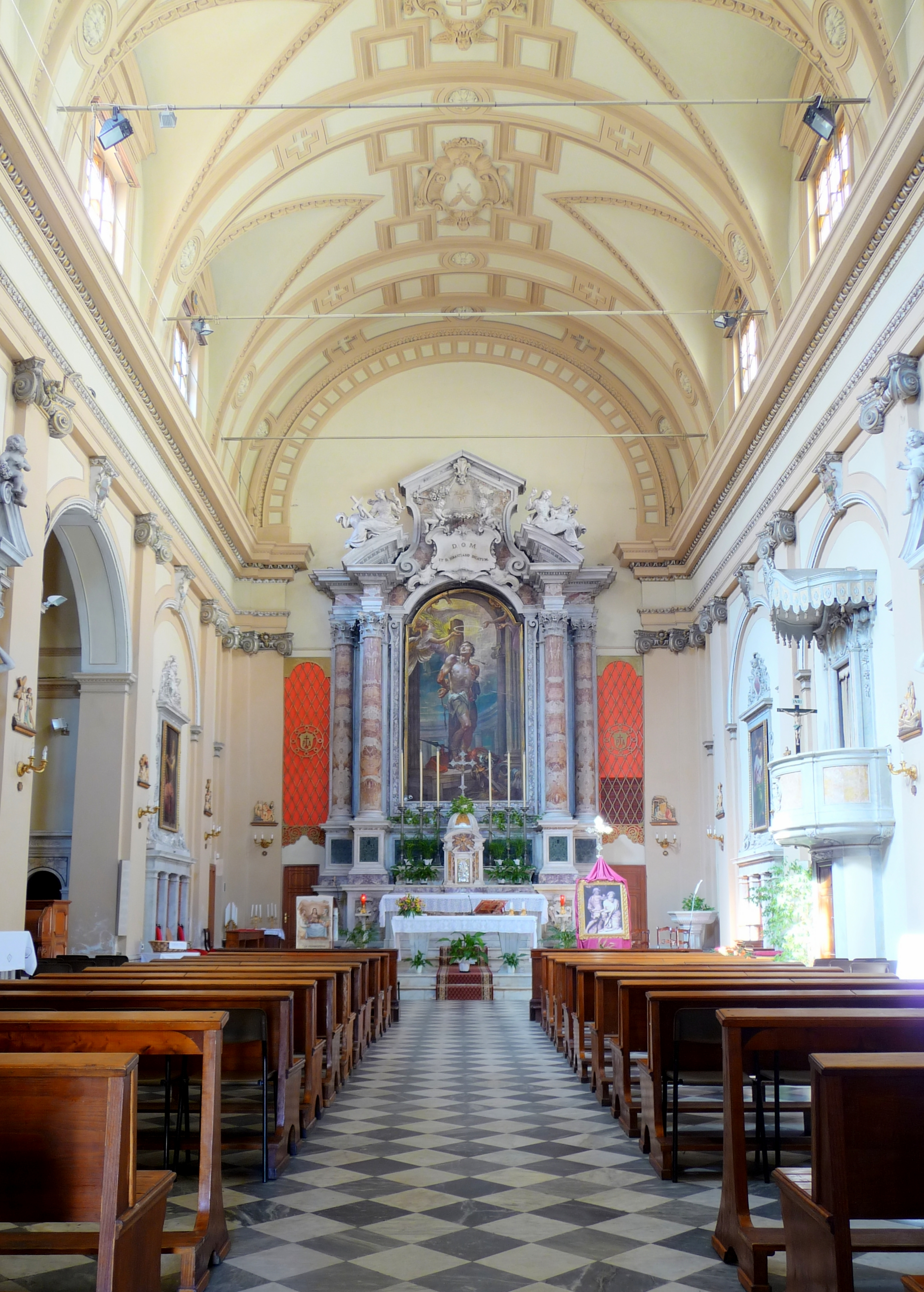
Chiesa di San Sebastiano

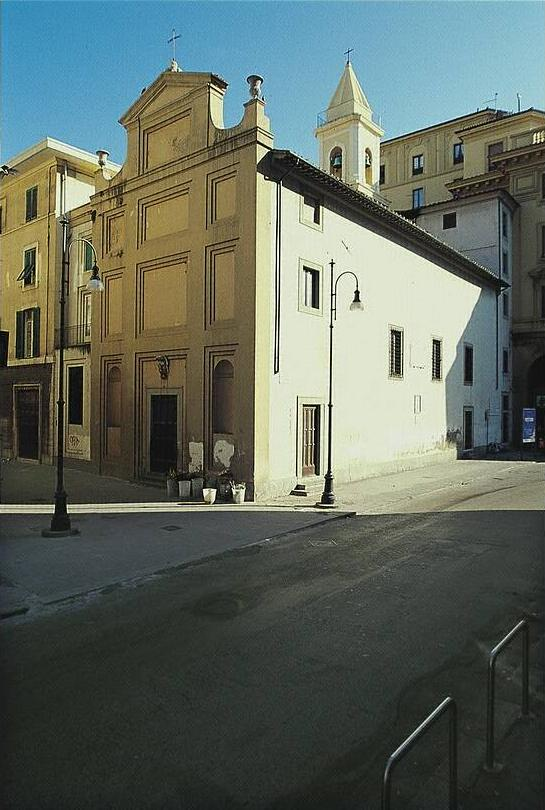
Chiesa di Santa Giulia

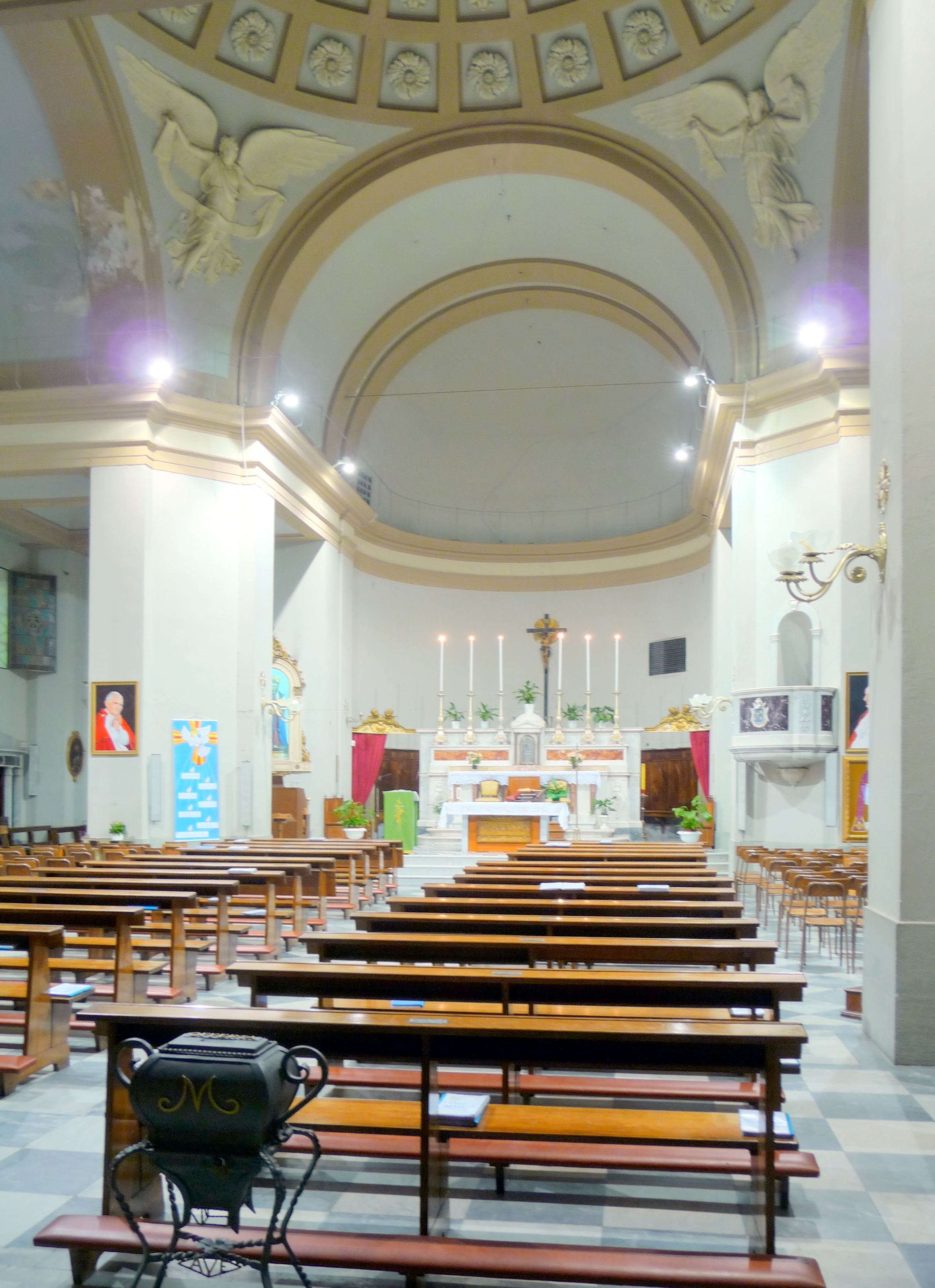
Chiesa di San Benedetto

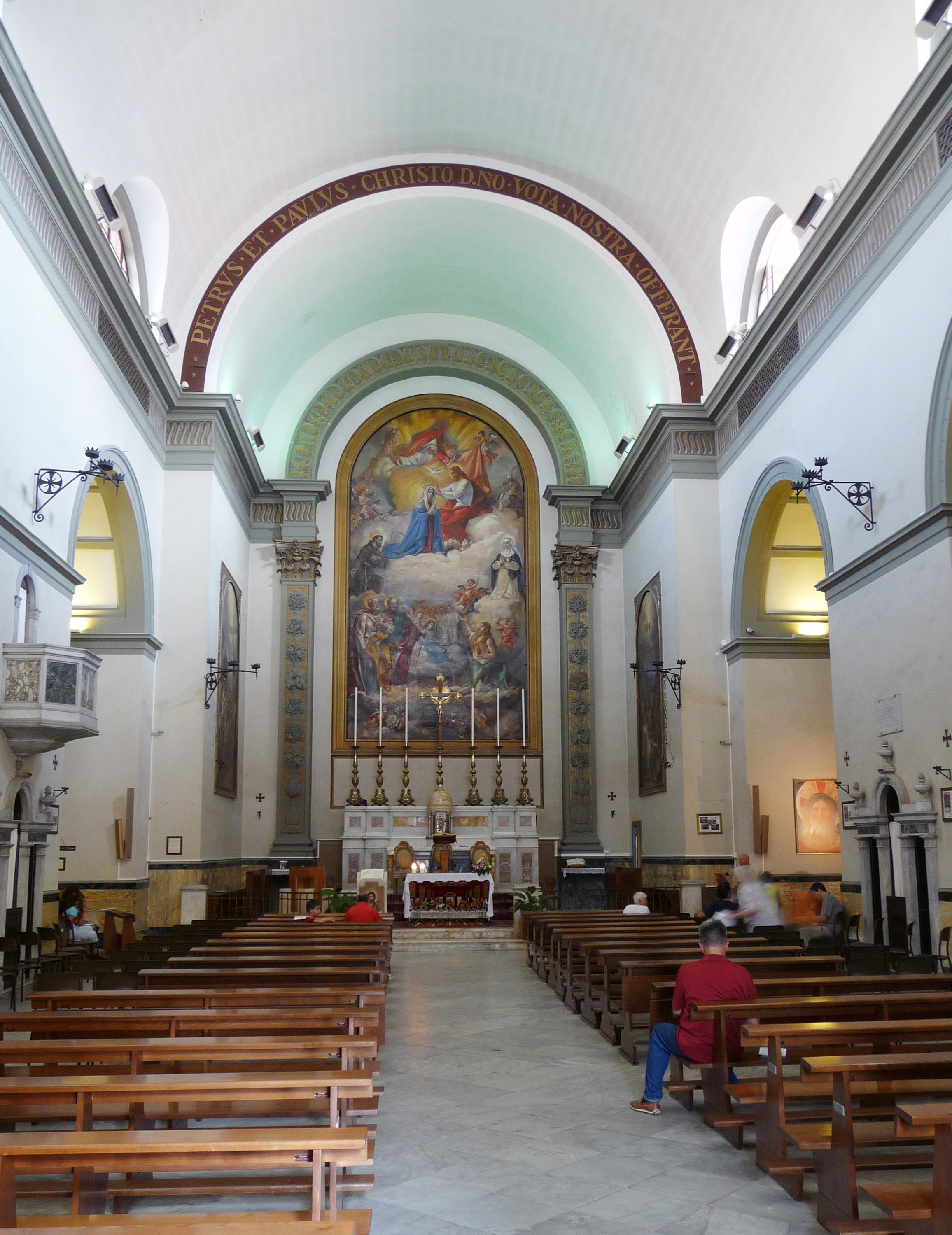
Chiesa dei Santi Pietro e Paolo

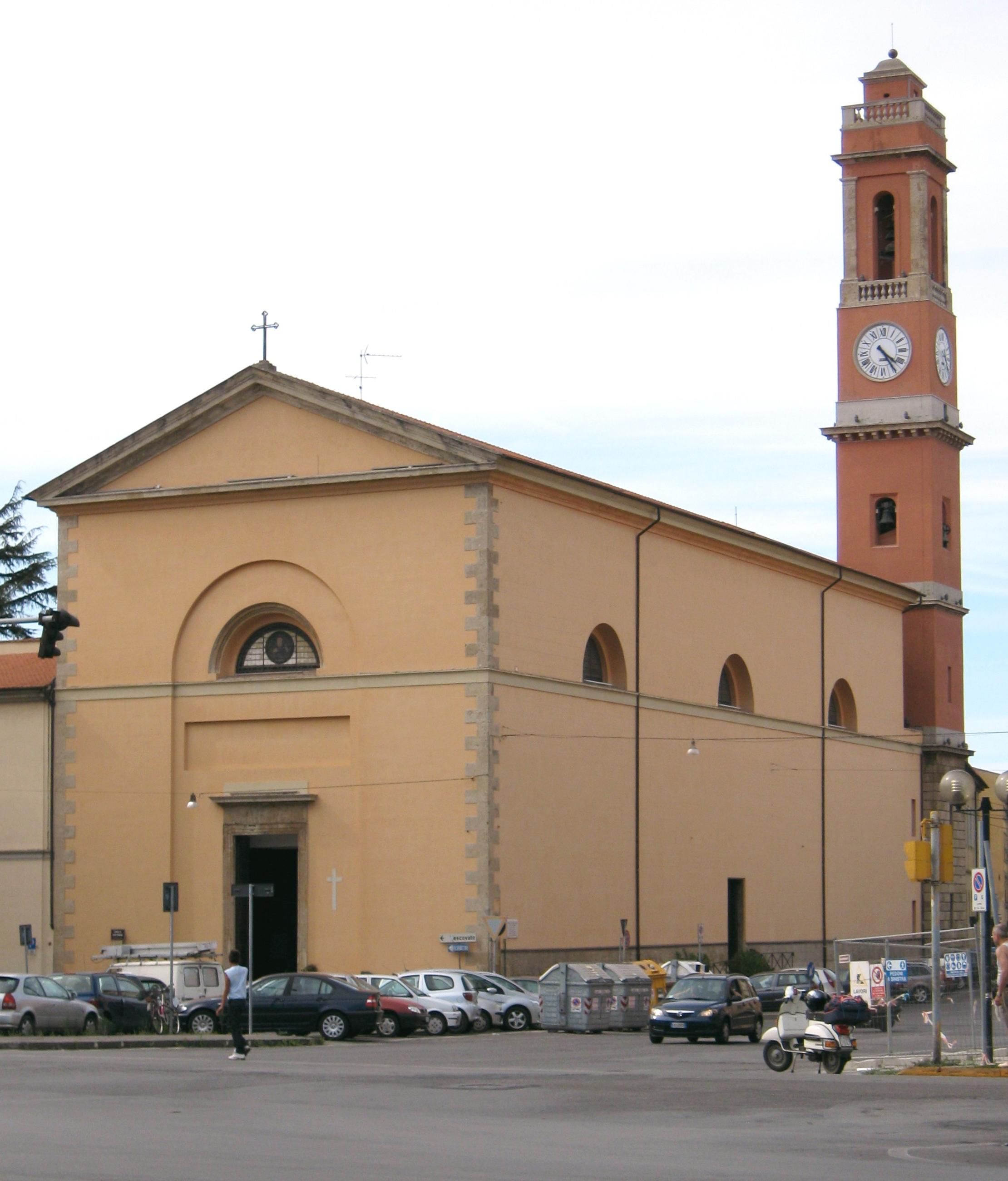
Chiesa di Sant'Andrea

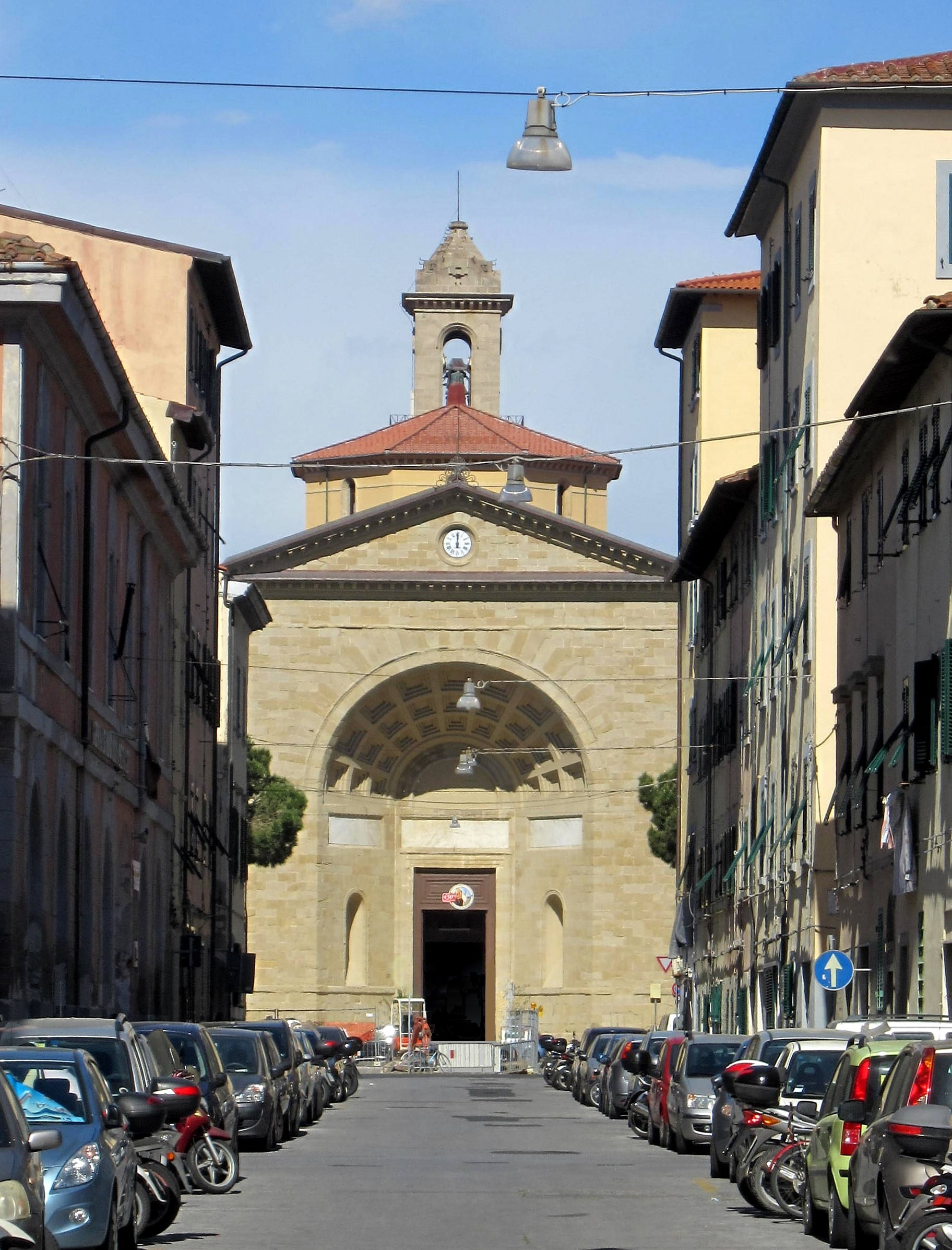
Chiesa di San Giuseppe

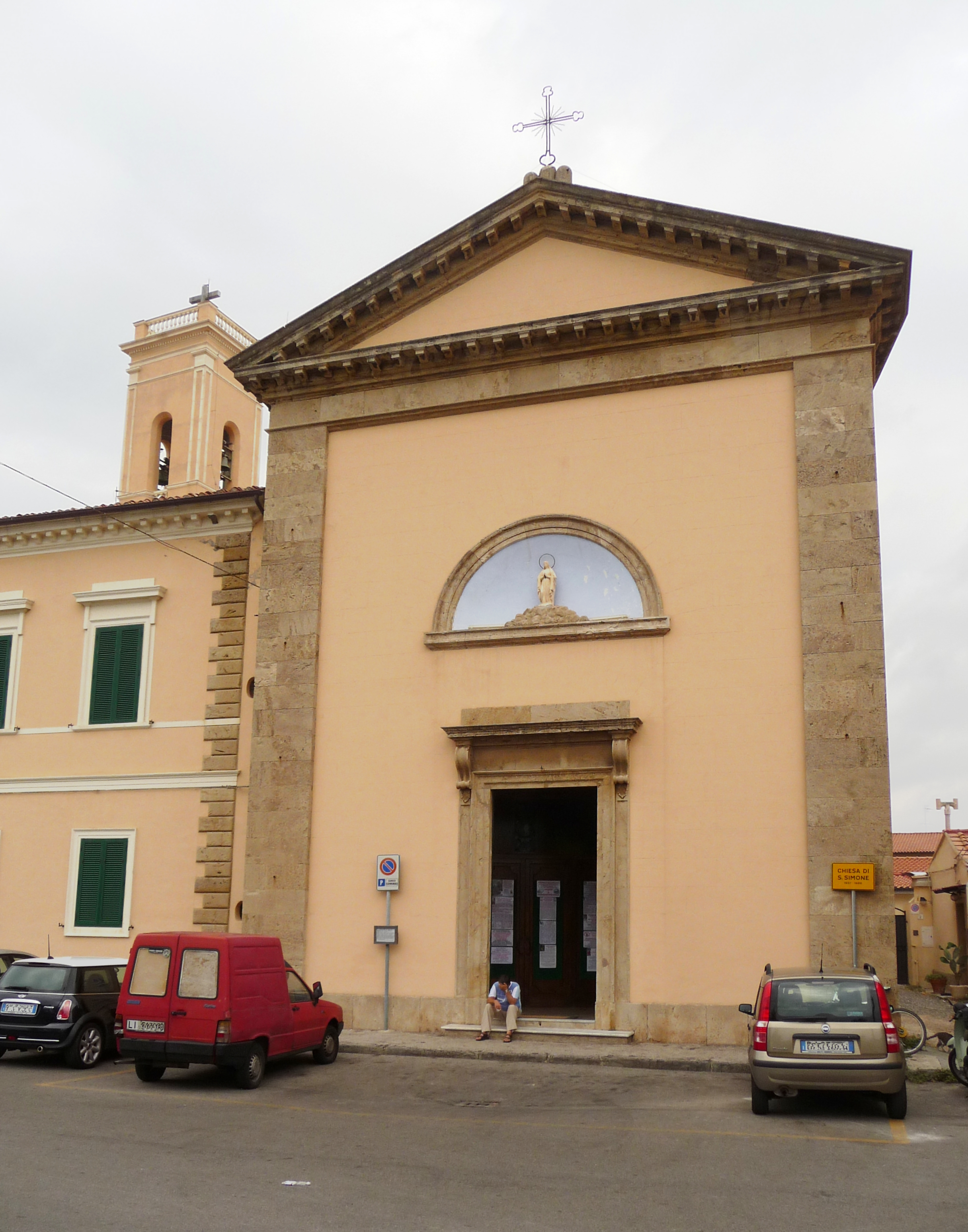
Chiesa di San Simone

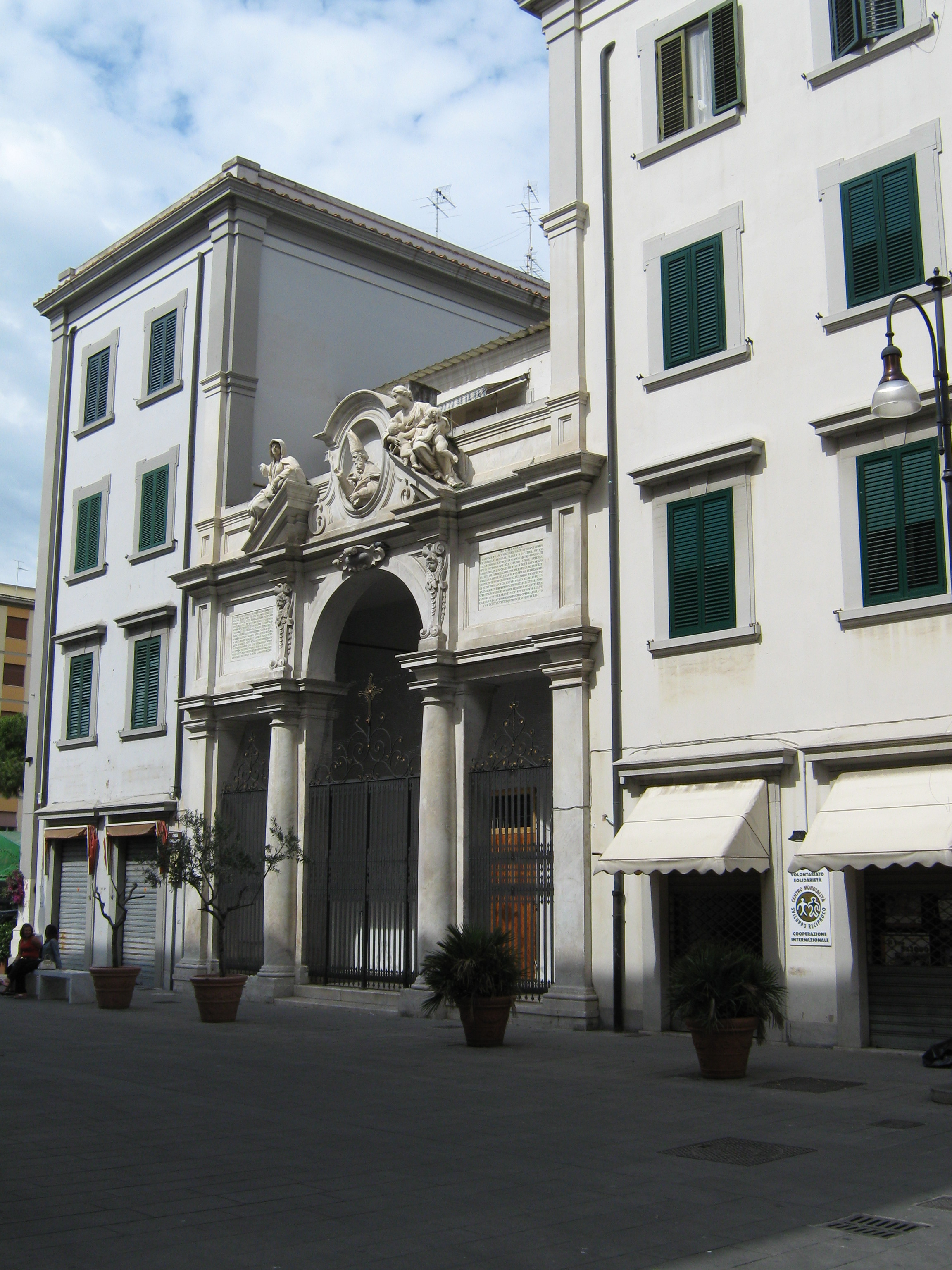
Chiesa di San Gregorio

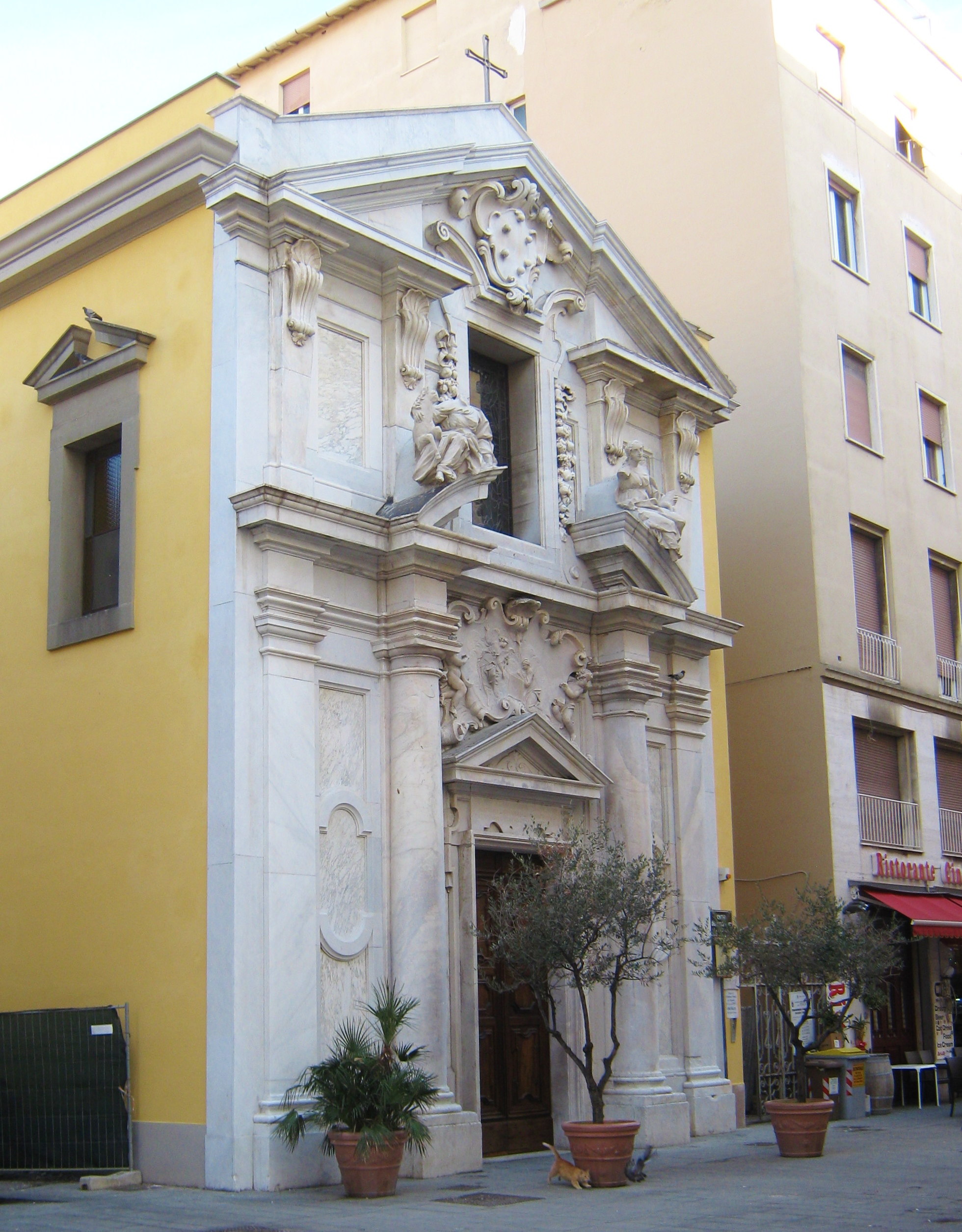
Chiesa dei Greci Uniti

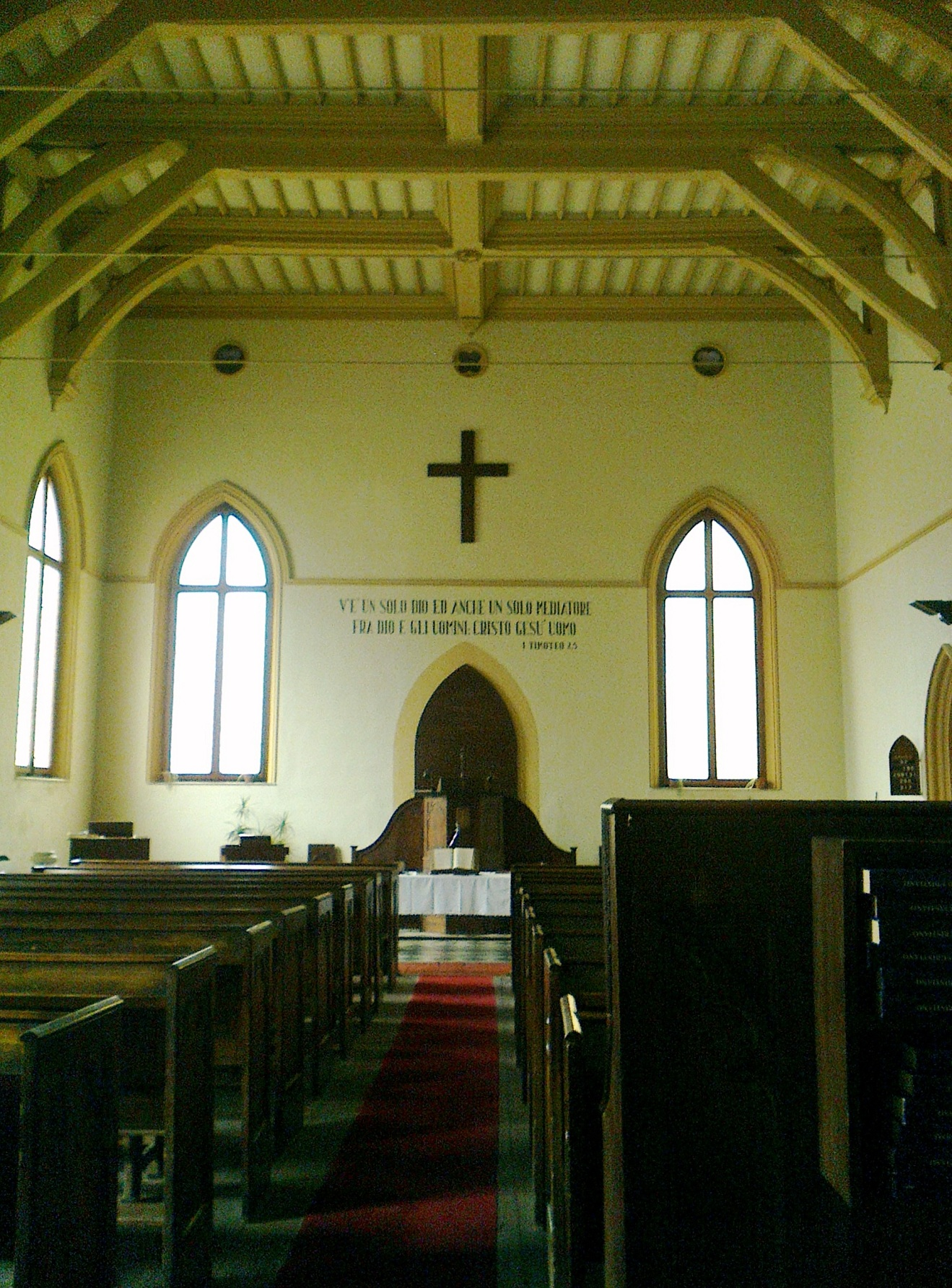
Chiesa valdese

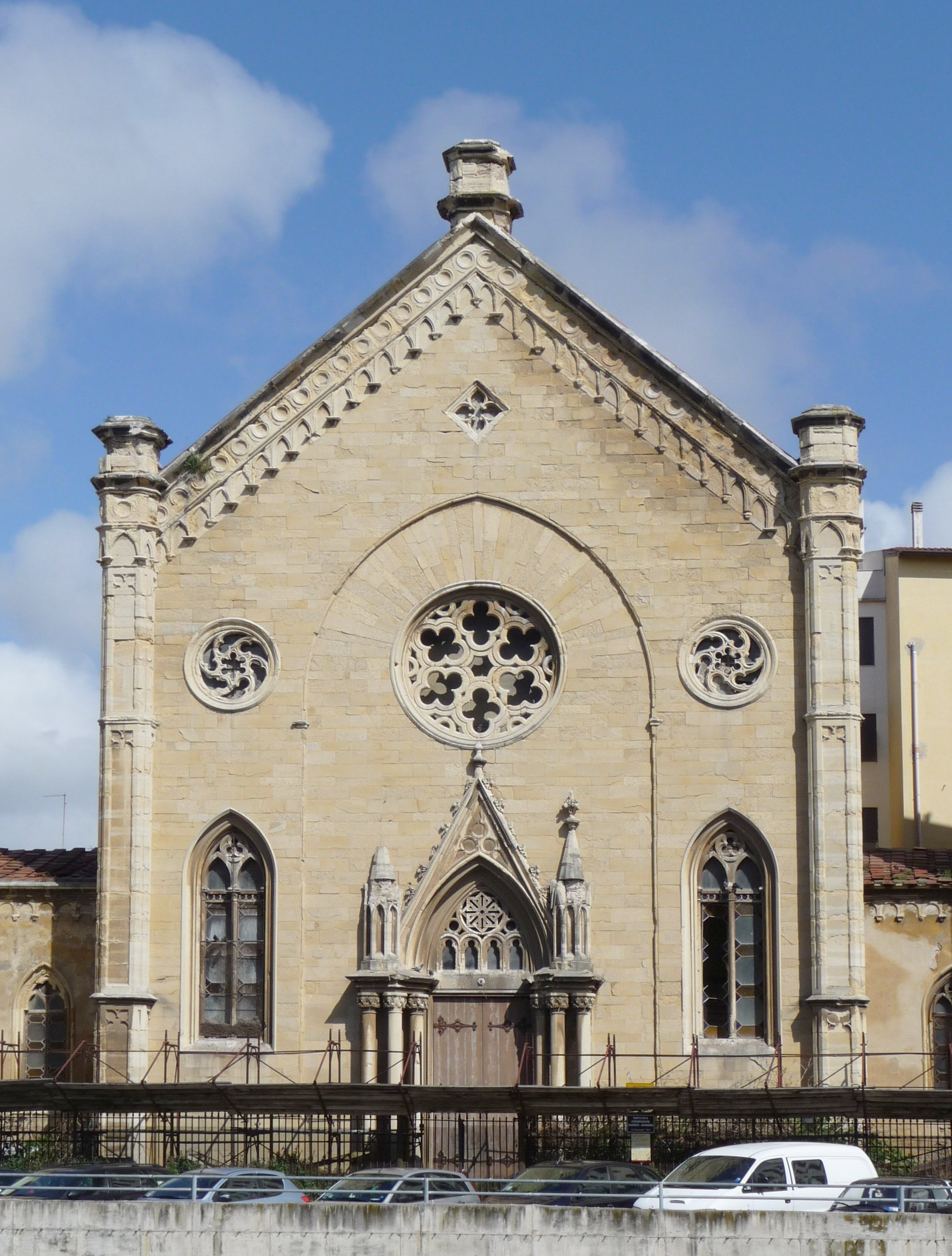
Tempio degli olandesi

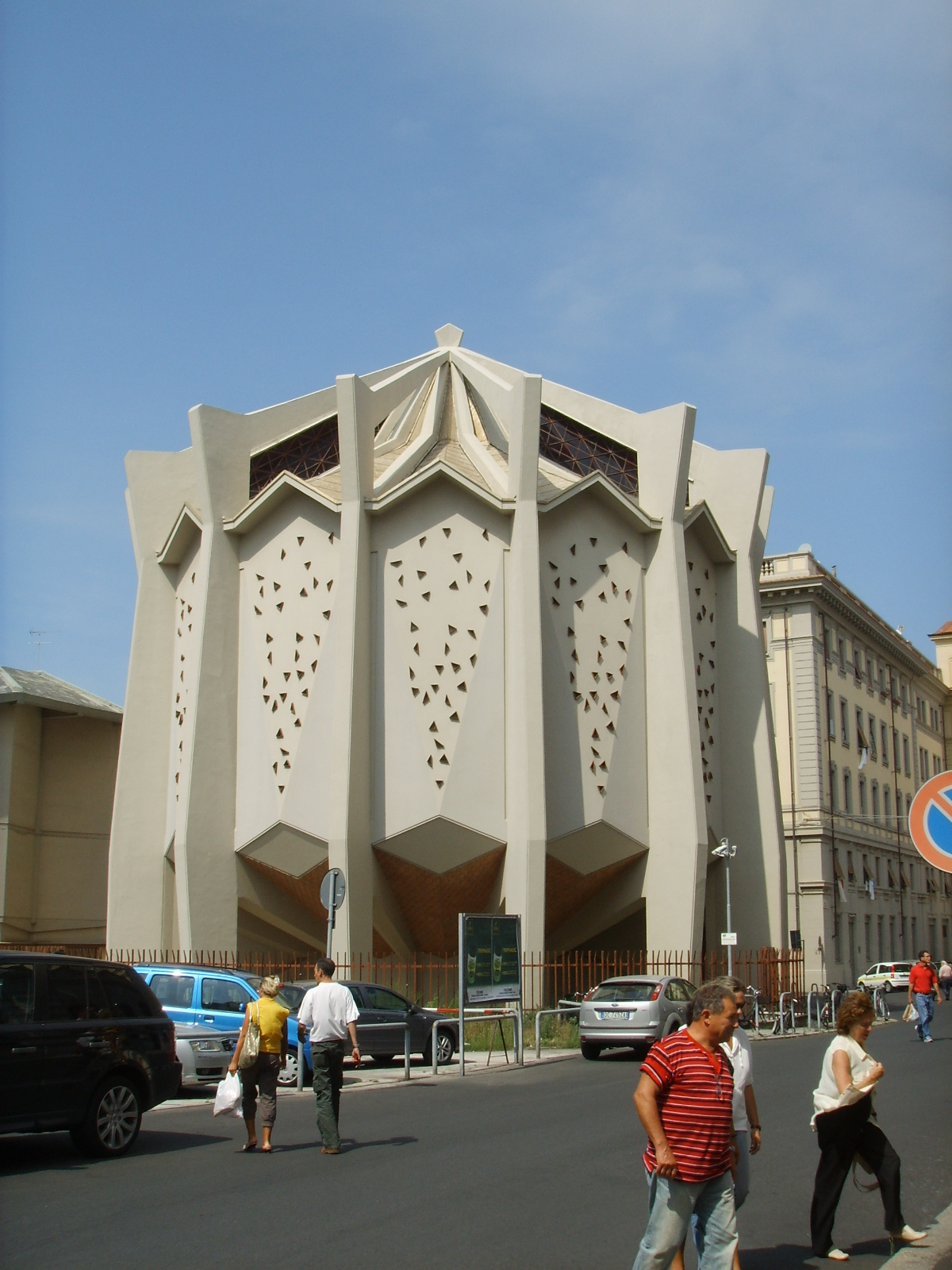
Sinagoga

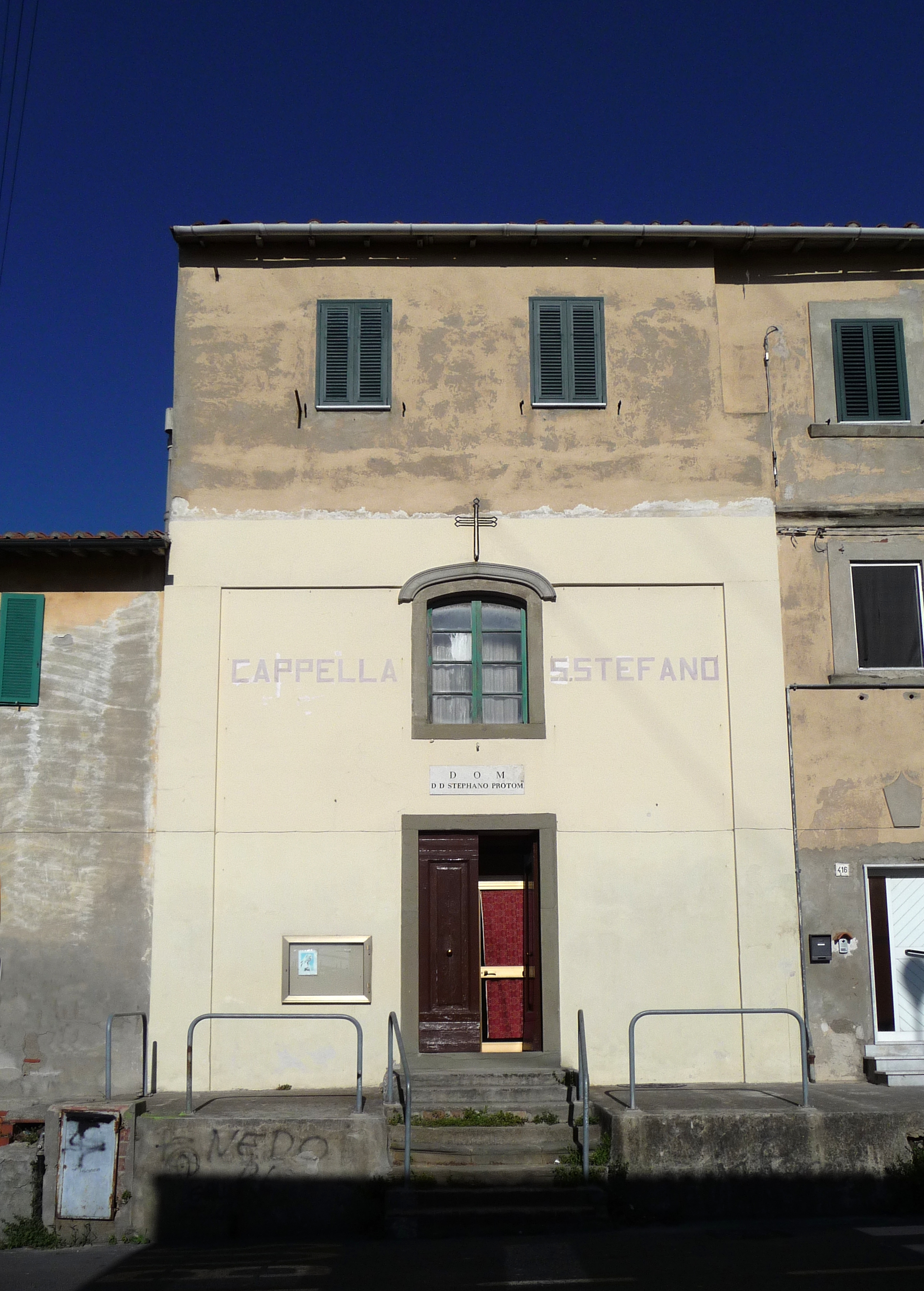
Cappella di Santo Stefano

DuomoPosto a coronamento dell'antica piazza Grande e dedicato a San Francesco, fu iniziato alla fine del Cinquecento su progetto di Alessandro Pieroni. Successivamente fu ampliato con l'aggiunta di due cappelle laterali. Da segnalare il pregevole soffitto ligneo intagliato, andato perduto nel corso dell'ultima guerra mondiale, a seguito della quasi totale distruzione della chiesa.
Chiesa di Sant'AgostinoSituata nel quartiere Fabbricotti, questa chiesa fu edificata negli anni sessanta e consacrata il 4 maggio 1968 dal vescovo Emilio Guano.
Chiesa di Sant'AndreaÈ situata sulla piazza del Cisternone e fu costruita nella prima metà dell'Ottocento su progetto di Gaetano Gherardi. La chiesa sorge dove fino ai primi anni del XIX secolo si trovava un'area cimiteriale, successivamente trasformata in seminario.
Pieve di Sant'Andrea di LimoneSoppressa nel 1277, ne rimangono tracce nella cappella di San Paolo inglobata in una villa.
Chiesa della Natività di Maria e Sant'AnnaSorgeva, fino ai primi nel Novecento nei pressi di San Ferdinando. Risaliva al XVII secolo, ma fu chiusa nel 1862 e alcuni decenni dopo fu demolita nell'ambito del risanamento del quartiere.
Chiesa di Sant'AntonioFu distrutta all'inizio degli anni quaranta per consentire la costruzione della piazza antistante al palazzo del Governo, mentre i pochi resti sopravvissuti furono definitivamente abbattuti dopo la seconda guerra mondiale. Era ubicata a margine del Bagno dei forzati, vicino alla Fortezza Vecchia. Malgrado il massiccio rinnovamento subito all'inizio del Novecento, era, per fondazione, una delle più antiche testimonianze architettoniche della città.
Chiesa di Santa BarbaraSi trovava in via Grande, ai margini della piazza Guerrazzi. Fu costruita sul finire del XVI secolo come primo duomo della città e inglobava una cappella preesistente d'origine medioevale. La facciata fu rifatta nel 1871, ma l'intero complesso venne distrutto dopo la seconda guerra mondiale, quando la strada venne dotata di portici.
Chiesa di San BenedettoFu edificata nei primi anni dell'Ottocento e modificata successivamente. La facciata è ornata da un portico con otto colonne ioniche; l'interno è a croce greca, aperto da una calotta centrale. All'organo di questa chiesa si esercitò il giovane Pietro Mascagni.
Chiesa di Santa CaterinaIniziata nel 1720 su progetto di Giovanni del Fantasia, fu aperta al culto nel 1753. A pianta ottagonale, la chiesa è caratterizzata da una grande cupola ridotta all'aspetto di torrione a causa di problemi di natura statica. All'interno si può ammirare un notevole dipinto a olio del Vasari.
Chiesa del Sacro Cuore - SalesianiCostruita intorno agli anni venti del Novecento nei pressi della Stazione Centrale, la chiesa si presenta come un edificio di gusto neogotico, con una sontuosa facciata alleggerita da un grande rosone centrale. L'interno è a tre navate, con archi ogivali e vetrate policrome.
Chiesa di San FerdinandoIniziata nel 1707 su progetto di Giovan Battista Foggini, fu conclusa nel 1716; in stile barocco, con una facciata incompleta, presenta una pianta a croce latina. Notevole il gruppo scultoreo conservato presso l'altare e opera di Giovanni Baratta, che rappresenta la liberazione degli schiavi. La chiesa era affidata all'ordine dei Trinitari.
Chiesa di San Giovanni BattistaFu realizzata nel XVII secolo su una struttura preesistente di origini remote. Presenta una pianta rettangolare coperta da un soffitto a volta, nel quale si sono conservate parte delle decorazioni settecentesche.
Chiesa di San Giovanni GualbertoSi trova nella frazione di Valle Benedetta e risale alla fine del Seicento. A croce latina, con due campanili in facciata, è posta al termine di una scalinata con un duplice filare di cipressi. All'interno sono ospitate numerose opere di artisti contemporanei.
Chiesa di Santa GiuliaQuesta piccola chiesa seicentesca si trova nei pressi del Duomo. L'interno, restaurato dopo i danni riportati nell'ultimo conflitto bellico, è costituito da una piccola sala a pianta rettangolare coperta da un soffitto ligneo intagliato. Adiacente si trova l'oratorio di San Ranieri, fondato nel 1696 sul terreno del cimitero di Santa Giulia e riccamente affrescato.
Chiesa di San GiuseppeProgettata dall'architetto fiorentino Giuseppe Puini, fu eretta tra il 1839 e il 1842. Presenta una pianta a croce latina, con calotta al transetto. La facciata, caratterizzata da una leggera nicchia decorata cassettoni, è un richiamo all'architettura del vicino Cisternone.
Chiesa di San GorgonioÈ una piccola chiesa posta sull'Isola di Gorgona, facente parte del territorio comunale livornese. Fu costruita nel XVIII secolo sui resti di una chiesa più antica.
Chiesa di San Jacopo in AcquavivaDi origini millenarie, sino al Cinquecento l'eremo di San Jacopo era affidato ai Padri Agostiniani. Nel XVI secolo il complesso fu ceduto alla comunità dei Greci Uniti per poi tornare agli Agostiniani. Modificata profondamente nella seconda metà del Settecento, l'aspetto attuale risale invece alla fine del XIX secolo.
Chiesa di Santa LuciaQuesta piccola chiesa si trova nel quartiere di Antignano, all'interno di un fortilizio mediceo. Secondo alcuni studiosi in origine era una pieve romanica, ma la forma attuale risale al 1575; per altri invece fu costruita solo nel XVI secolo.
Chiesa della MadonnaSi trova sulla via omonima. Costruita tra il 1607 e il 1611, all'interno conserva numerosi altari dedicati ai santi patroni delle nazioni stranieri presenti a Livorno. È stata restaurata nel dopoguerra così come l'adiacente chiostro progettato da Alessandro Pieroni.
Chiesa del Luogo PioQuesta piccola chiesa, un tempo consacrata all'Assunzione di Maria e San Giuseppe, in origine faceva parte di un grande complesso edilizio, distrutto nel dopoguerra, per il ricovero delle giovani orfane. La chiesa è in stile barocco e fu completata nel 1715. Oggi è sconsacrata e aperta in occasione di mostre di pittura, ed è stata sede dal 1989 al 2012 della comunità livornese della Chiesa cristiana avventista del settimo giorno. Al 2013 sono cominciati i lavori per integrarla nel futuro museo della città.
Santuario di MonteneroIl colle di Montenero, fin dalla prima metà del XIV secolo è meta di pellegrinaggi. L'attuale santuario risale al XVIII secolo e al suo interno sono custoditi un numero rilevante di ex voto. Sulla piazza antistante, sotto un loggiato, sono situate alcune tombe di livornesi illustri, come Francesco Domenico Guerrazzi e Giovanni Fattori.
Chiesa di Santa Maria del SoccorsoFu costruita su progetto di Gaetano Gherardi a seguito della violenta epidemia di colera che nel 1835 causò oltre mille morti in città. Si tratta della più grande chiesa di Livorno (90 metri di lunghezza): la facciata è caratterizzata da tre finestre semicircolari, mentre l'interno, a croce latina, è suddiviso in tre navate, con una piccola cupola al transetto.
Chiesa di San MartinoSi trova a Salviano e si erge sui resti di una chiesa risalente all'anno Mille e della quale restano l'abside e parte del prospetto laterale, attualmente inglobato nella facciata settecentesca.
Chiesa di San MatteoLa chiesa, consacrata nel 1783 e restaurata nel 1883, fu ricostruita quasi interamente negli anni settanta del Novecento. Tuttavia, sul retro si erge ancora l'elegante cappella della famiglia de Larderel. Inoltre, nei pressi nella chiesa si trova il piccolo oratorio di Sant'Antonio.
Chiesa di Santa RosaSi trova nel quartiere de La Rosa ed è stata progettata da Giovanni Michelucci e Bruno Sacchi. I lavori, cominciati nel 1981, sono stati ultimati solo recentemente. Pur subendo numerose modifiche, nell'impianto è ancora possibile leggere le aspirazioni iniziali dei progettisti, che miravano a creare un luogo di culto che fosse anche spazio d'aggregazione per i fedeli.
Chiesa di San SebastianoRisale ai primi decenni del Seicento ed è sopravvissuta ai danni della seconda guerra mondiale: esternamente è semplicissima, mentre l'interno è una grande navata rettangolare, con decorazioni barocche, chiusa da una volta a botte. Qui è custodito un bassorilievo di Giovanni Duprè.
Chiesa di San Simone e dell'Immacolata ConcezioneSi trova ad Ardenza e la sua forma attuale risale all'Ottocento, quando fu ampliata dal Municipio per metterla in linea con l'attigua canonica.
Chiesa dei SS. Pietro e PaoloProgettata da Luigi de Cambray Digny per il nuovo quartiere adiacente alla Porta del Casone (attuale piazza Cavour), fu portata a termine nella prima metà dell'Ottocento. Danneggiata durante l'ultima guerra, presenta una facciata aperta da un portico sorretto da arcate a tutto sesto e una finestra di derivazione termale.
Chiesa della PurificazioneOggi scomparsa, sorse come cappella del bagno penale cittadino e, a partire dal 1780, fu affidata all'Arciconfraternita della Purificazione, che vi apportò numerosi restauri. Fu gravemente danneggiata dai bombardamenti aerei dell'ultima guerra; per questo successivamente alla comunità fu assegnata la chiesa della Santissima Annunziata (già dei Greci Uniti) di via della Madonna.
Chiesa della Santissima TrinitàAppartenente all'Ordine dei Cappuccini, presenti in città sin dal XVI secolo, fu ampliata più volte nel corso dei secoli. L'attuale tempio fu completato nel 1903 e in buona parte fu ricostruito nel secondo dopoguerra.

## Chiese cattoliche nazionali
Chiesa dei Greci UnitiFu costruita nei primi anni del Seicento e intitolata alla Santissima Annunziata. È stata la chiesa nazionale dei greci che prestavano il loro servizio sulle navi dell'Ordine di Santo Stefano. Semidistrutta durante la seconda guerra mondiale, è sopravvissuta pressoché intatta la facciata settecentesca. L'interno, ricostruito, ospita una preziosa iconostasi.
Chiesa armena di San Gregorio IlluminatoreFu costruita nei primi anni del Settecento. Danneggiata durante la seconda guerra mondiale, fu abbattuta durante la ricostruzione del centro cittadino. Oggi resta solo la facciata, mentre alcuni resti delle decorazioni interne sono abbandonati nel giardino pubblico di Villa Fabbricotti.
Chiesa di Nostra Signora del RosarioD'origine settecentesca, sorse come cappella dedicata a Santa Maria Maddalena dei Pazzi; in seguito divenne il luogo di culto della comunità maronita, che possedeva pure un altare nella chiesa di Santa Caterina. Fu distrutta a seguito della seconda guerra mondiale; si innalzava in via Mangini. È stata completamente ricostruita dopo la guerra.

## Confessioni non cattoliche
Chiesa Cristiana LiberaCostruita nella seconda metà del XIX secolo in via degli Asili, mantenne la propria funzione fino agli anni quaranta del Novecento. Quindi fu trasformata in magazzino e quindi in abitazione privata.
Chiesa di San Giorgio già anglicanaSorta come chiesa anglicana, fu progettata da Angiolo della Valle e consacrata nel 1844. Di gusto neoclassico, presenta una facciata ornata da un portico sormontato da un frontone. Nel dopoguerra è stata restaurata e consacrata al culto cattolico.
Chiesa greco-ortodossa della Santissima TrinitàNon più esistente, era stata inaugurata nel 1760 come la prima chiesa acattolica della Toscana. Fu demolita durante la costruzione del Palazzo del Governo, mentre i suoi arredi oggi si trovano nella cappella del Cimitero greco-ortodosso di via Mastacchi.
Chiesa valdeseIn stile neogotico, fu costruita intorno alla metà dell'Ottocento e fu sede, fino ai primi anni del Novecento, della chiesa Presbiteriana Scozzese. Al fine di non turbare il clero cattolico, fu imposto al progettista di realizzare un edificio simile a un palazzo, comprendente anche gli alloggi pastorali.
Seamen's Instituteinaugurato nel 1913 e progettato da Torello Macchia, era un edificio in stile neomedievale ubicato all'altezza di via Fiume. Era dotato di cappella, dormitori e ambienti di ricreazione, gioco e lettura per i marinai britannici convalescenti o senza impiego.
Sinagoga ebraicaL'antica sinagoga seicentesca, una della più grandi d'Europa, fu gravemente danneggiata nel corso dell'ultima guerra mondiale. Per volontà della comunità ebraica fu deciso di abbattere gli antichi resti e di costruire una nuova sinagoga, inaugurata nel 1962 e che nelle sue forme architettoniche richiama la Grande Tenda nella quale veniva custodita l'Arca dell'Alleanza.
Tempio della Congregazione olandese alemannaQuesta chiesa protestante, fu costruita in stile neogotico tra il 1862 e il 1864 su progetto dell'architetto Dario Giacomelli. La facciata è ornata da tre rosoni e finestre bifore, mentre l'interno presenta un'aula a pianta rettangolare aperta da finestre ogivali e una tribuna posta sopra il vestibolo d'ingresso. La chiesa è da anni in stato di completo abbandono.

## Principali cappelle e oratori

### Cappelle cimiteriali
Cappella de LarderelIn stile neoclassico, fu progettata da Ferdinando Magagnini a uso della famiglia de Larderel. Si trova sul retro della chiesa di San Matteo, in via Provinciale Pisana, nell'area un tempo occupata da un cimitero.

### Cappelle di pertinenza delle ville padronali
Cappella CalamaiAnnessa alla Villa Maurogordato, il suo aspetto attuale risale all'inizio dell'Ottocento, quando fu ricostruita per volontà del console di Russia, Giuseppe Calamai. È sede dell'associazione "Osservatorio di Monterotondo".
Cappella TommasiAttualmente inglobata nella zona industriale della città, in origine era attigua alla Villa Franceschi - Bicchierai, della quale invece non resta alcuna traccia. All'interno, riccamente affrescato, vi sono tombe appartenenti alle famiglie Tommasi (tra cui quella del pittore Angiolo Tommasi) e Franceschi - Bicchierai.
Cappella di Sant'EdoardoÈ un piccolo tempietto, coperto da una cupola ottagonale, eretto nel 1867 nel luogo dove fu assassinato Gustavo Corridi. La cappella oggi risulta abbandonata e pericolante.
Oratorio di Santa Lucia di PopognaFu eretto nel 1760 da Pandolfo Tidi assieme a una villa nella zona di Popogna, in una zona in cui insisteva, in epoca medioevale, una chiesa intitolata a Santa Maria e un castello poi divenuto una fattoria della famiglia Medici.
Cappella di San Pietro ApostoloAgli inizi del Settecento, lungo la via del Fagiano fu costruita una villa (1780) che nel 1793 passò a Pietro Domenico Valsovano (si vada Ville di Livorno); lo stesso Valsovano, presso la medesima villa, edificò una cappella dedicata a San Pietro; successivamente fu demolita.
Oratorio dei Santi Pietro e Paolo del VignaLa sua presenza, agli inizi del XX secolo è attestata, all'esterno della scomparsa Barriera Vittorio Emanuele, da Giuseppe Piombanti, che ne riferisce la costruzione al 1727 per opera della famiglia Bicchierai. In seguito passò ai Pannocchia.

### Cappelle di istituti scolastici e religiosi
Cappella di Maria ImmacolataIn stile neoromanico, fu inaugurata nel luglio 1912 ed è situata alle spalle della chiesa di Santa Maria del Soccorso. È annessa a un istituto religioso.
Cappella di Santa TeresaSituata nel centro di Antignano, è parte di un istituto religioso. Fu costruita in stile neogotico, con particolare riferimento all'architettura medioevale senese.
Cappella della Sacra FamigliaCostruita in stile neogotico da Dario Giacomelli, fu aperta nel 1889; si trova nella frazione di Quercianella.
Cappella del Sacro Cuore di GesùUbicata in via del Bosco, un'epigrafe apposta all'interno ricorda che fu costruita su progetto di Torello Macchia a partire dal 1924 (prima pietra posata il 25 settembre) per l'istituto delle Figlie povere di San Giuseppe Calasanzio.

### Cappelle ospedaliere
Cappella degli Spedali RiunitiFa parte del complesso ospedaliero costruito tra il 1929 e il 1931 su progetto di Ghino Venturi; la chiesa, a tre navate, è preceduta da una svettante facciata, alla cui sommità sono collocate le campane.
Cappella di San RoccoSi trovava dinnanzi al ponte levatoio che precedeva l'ingresso al Lazzaretto di San Rocco, che servì da luogo di confinamento e d'isolamento per portatori di malattie contagiose fino al 1852; la cappella era officiata per le famiglie degli impiegati del Lazzeretto. Nell'area sorse quindi il Cantiere Orlando (1866).
Cappella delle Stimmate di San FrancescoEra annessa a un piccolo ospedale situato in via della Posta per i convalescenti poveri dimessi dall'Ospedale San Antonio. Il complesso, terminato nel 1632, era gestito dalla Compagnia delle Stimmate di San Francesco, popolarmente nota come dei Bacchettoni; la compagnia fu soppressa nel 1785 per volontà del granduca Pietro Leopoldo e nella chiesa furono ricavate alcune botteghe e rialzata per uso di abitazioni.

### Altre cappelle
Cappella di Santo StefanoSorge in un'area un tempo posta ai margini di Porto Pisano; la cappella infatti fu innalzata sui resti di una pieve medioevale, della quale oggi sono visibili i resti di tre colonne.
Cappella di San Vecchio del LimoneSi tratta di un edificio medioevale, oggi pressoché scomparso, ubicato sotto la Villa di Limone; è citato dal Vivoli nei suoi annali.
Oratorio di Sant'Agostino a San JacopoSecondo la tradizione popolare sarebbe identificabile con un vetusto edificio demolito nei primi anni settanta del XX secolo per erigervi un condominio, nella zona di San Jacopo.
Cappella di San Francesco SaverioEra ubicata all'interno dell'odierno Palazzo di Giustizia, quando questo era sede della Compagnia di Gesù. Fu aperta nel 1707 e fu utilizzata fino alla soppressione dell'ordine, avvenuta nel 1773. Aveva la facciata rivolta sulla via della Madonna.
Cappella di San Michele Arcangelo e della Visitazione di MariaSi trova non distante dai cimiteri della Misericordia e della Purificazione. La sua costruzione risale al principio del XVIII secolo, quando si progettò di erigere quindici cappelle (ne furono realizzate solo due) sulla via percorsa dai pellegrini diretti al Santuario di Montenero.
Cappella dei Misteri del RosarioÈ la prima delle cappelle costruite sulla via che da Livorno conduce al Santuario di Montenero; eretta a spese del mercante Castinell nel 1701, sorge nei pressi della chiesa della Santissima Trinità.
Oratorio dei Santi Cosimo e DamianoFu eretto nel XVI secolo, sotto Cosimo I de' Medici, sulla strada che collegava il castello di Livorno a Pisa, poi divenuto l'angolo tra via della Posta e via della Madonna. La cappella conteneva un'immagine della Madonna del Carmine, rinvenuta nel 1606 durante uno scontro presso le Bocche di Bonifacio tra i cavalieri di Santo Stefano e alcuni corsari barbareschi. Successivamente l'opera fu trasferita nella chiesa della Madonna. L'edificio fu trasformato in un ufficio postale nel 1786.
Oratorio di Santa GiulinaSi trovava nella zona limitrofa al Bagno dei forzati e fu realizzato nel 1522, a seguito dell'abbattimento della pieve di Santa Maria Giulia, trasformando alcuni magazzini. Dedicato alla Madonna di Loreto e a San Francesco di Paola, fu ristrutturato e abbellito nel 1721. Nel 1786 fu destinato a uso di officina per lavori in ferro.
Oratorio di San Francesco della MisericordiaEra una chiesetta ubicata nei pressi del Duomo, nell'odierna via San Francesco. Fu costruita, su progetto di Alessandro Pieroni, a spese del granduca tra il 1596 e il 1601 per l'Arciconfraternita della Misericordia, a cui poi fu assegnata nel 1780 la chiesa di Santa Barbara. L'edificio, dedicato a San Francesco d'Assisi, era urbanisticamente, speculare a quello di Santa Giulia, ancora esistente sull'altro lato del Duomo. Era popolarmente conosciuto anche come "chiesa della Misericordia" o della "Fontanella" per una fonte pubblica posta sulla cantonata antistante l'ingresso. Passò quindi mediante permuta alla compagnia di Santa Barbara, ma nel 1786 con le soppressioni leopoldine, viene chiusa e ridotta ad abitazioni civili.
Oratorio di Sant'OmobonoSorse presso la chiesa di Santa Giulia per volontà della società dei Sarti, che già nel 1627 aveva ottenuto il permesso per la sua costruzione sul dismesso camposanto di Santa Giulia. Aperta con l'ingresso sulla piazza delle Erbe (ora piazza Felice Cavallotti) ebbe sulla facciata un orologio pubblico, posto nel 1695 a spese di Lorenzo Gonieri, provveditore della Grascia. Qui fu sepolto Diacinto Cestoni. L'oratorio fu profanato nel 1786 con le soppressioni leopoldine e quindi fu abbandonato. Gli arredi, tra cui una pregevole statua di Gesù deposto in terracotta furono portati in Santa Giulia.
Cappella della Madonnina del buon viaggioDedicata alla Madonna, a San Pietro e a Sant'Elmo, era popolarmente chiamata "Madonnina del buon viaggio" perché chi partiva o tornava da viaggi per mare (specialmente marinai e pescatori) vi faceva o scioglieva voti. La chiesa, situata nell'odierna Piazza dell'Arsenale, fu aperta il 5 aprile 1704, ma l'11 maggio 1784 il granduca Pietro Leopoldo ne ordinò la chiusura, fra le resistenze dei maestri d'ascia che pregarono il granduca di tenerla aperta. Fu sconsacrata l'11 gennaio 1787 e venduta con tutto ciò che conteneva; metà del ricavato andò al patrono della chiesa, il capitano Angiolo Vincler. Fu riaperta per breve tempo durante la rivolta popolare del 1790, ma poi demolita nello stesso anno.
Cappella dei Santi Pietro e Paolo all'OrigineUbicata in via delle ville, attuale via Borsi, fu edificata dalla famiglia Papanti nel 1777 e il Piombanti ne conferma ancora la presenza nel 1903. L'edificio ospitava un'immagine della Madonna della pietà, poi trasportata nella chiesa di San Giuseppe. La cappella fu succursale della parrocchia di Salviano fino alla prima metà dell'Ottocento.
Cappella di San Giovanni Battista e dei Santi Simone e SebastianoSituata in via dell'Antica Polveriera, fu costruita per volontà del sacerdote Giovan Battista Bacci all'epoca del granducato di Pietro Leopoldo di Lorenza per comodità di una vetreria che sorgeva nei terreni limitrofi. Fu adornata con un dipinto di Giuseppe Maria Terreni.
Cappella CremoniniSi trovava in via della Cappellina ed era dedicata ai Santi Francesco e Ferdinando. Fu eretta dai fratelli Cremonini nel 1804, ma cadde in rovina dopo l'apertura della vicina chiesa di San Giuseppe.

## Altre Immagini

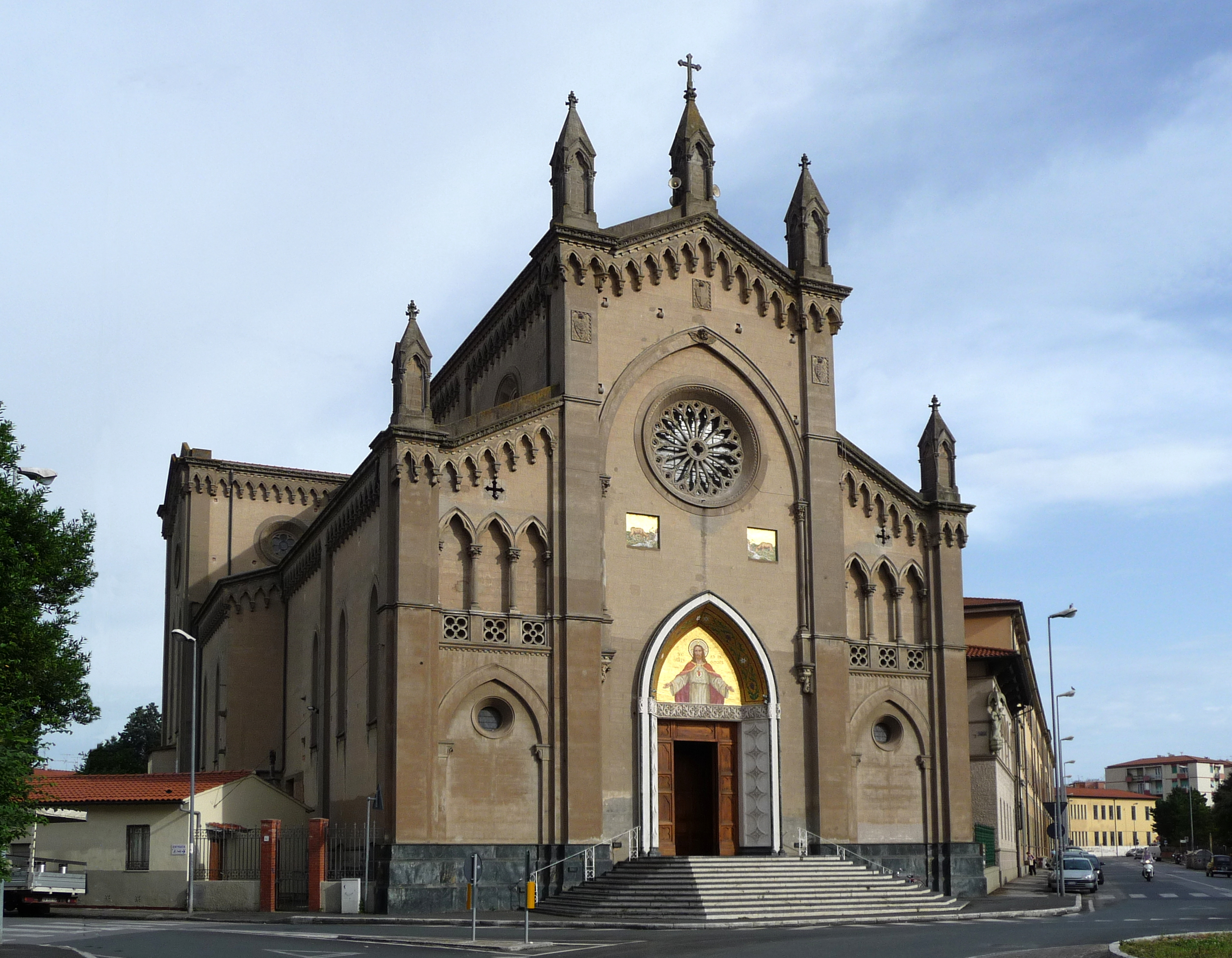
Chiesa del Sacro Cuore
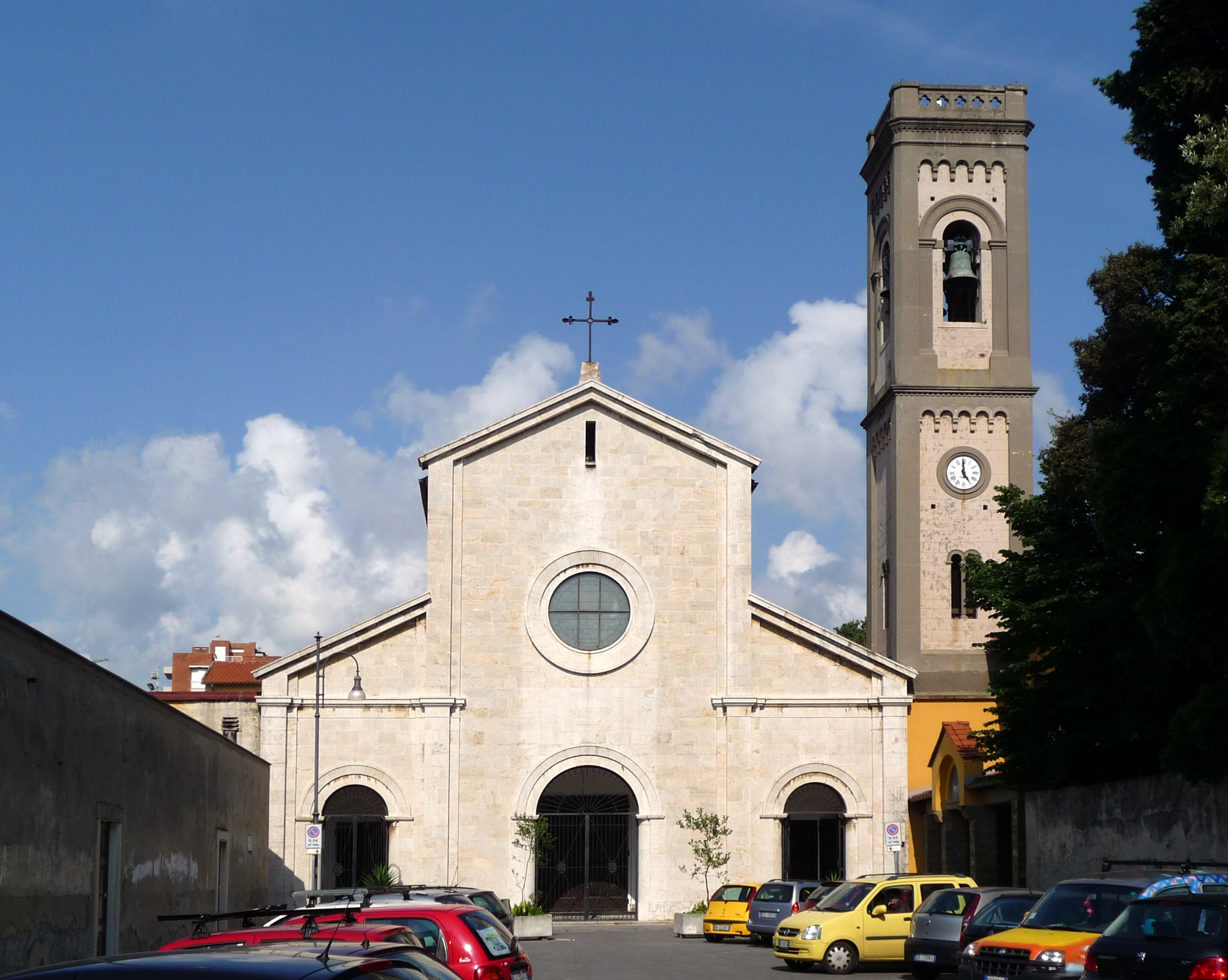
Chiesa della Santissima Trinità
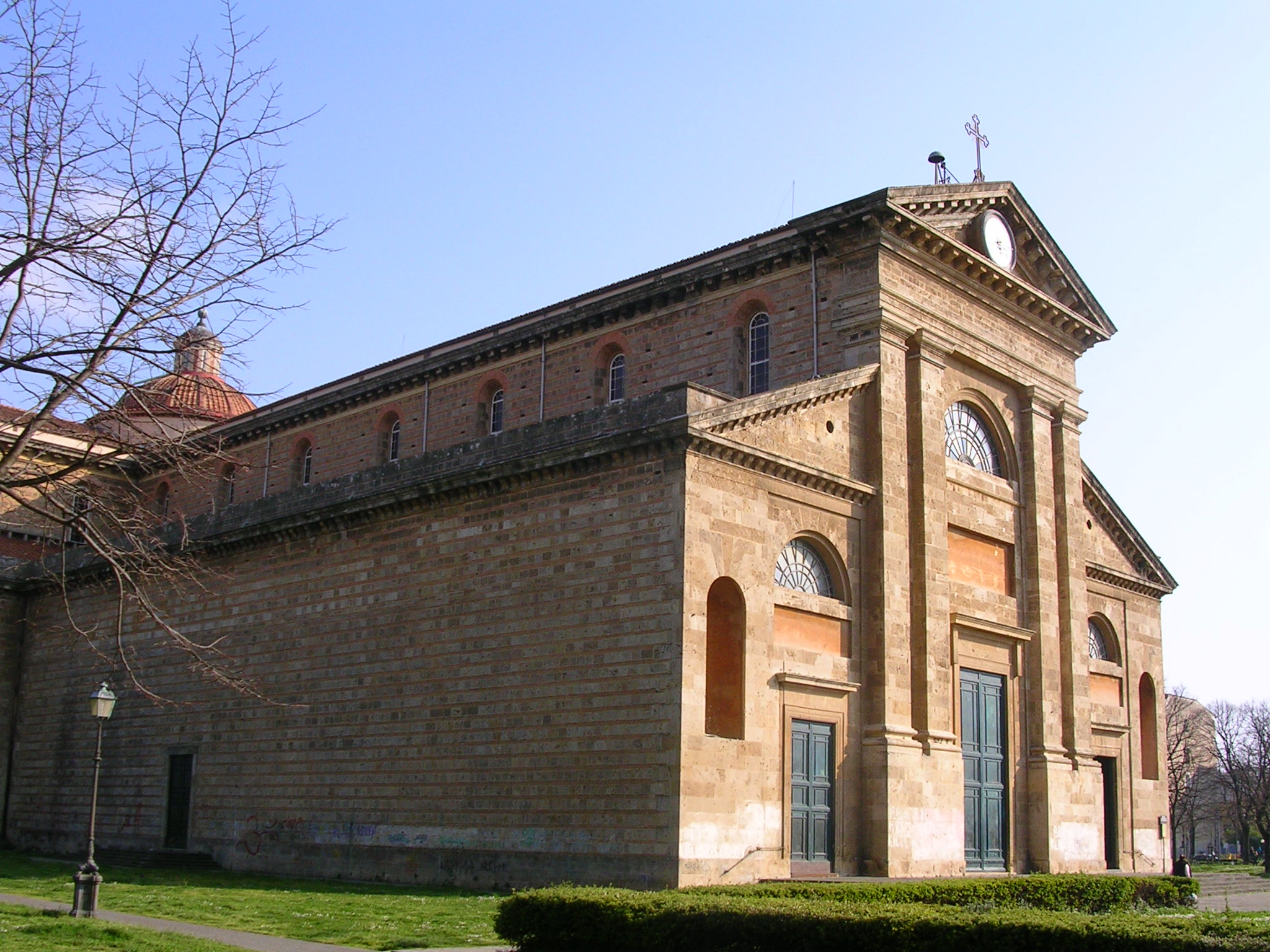
Chiesa di Santa Maria del Soccorso
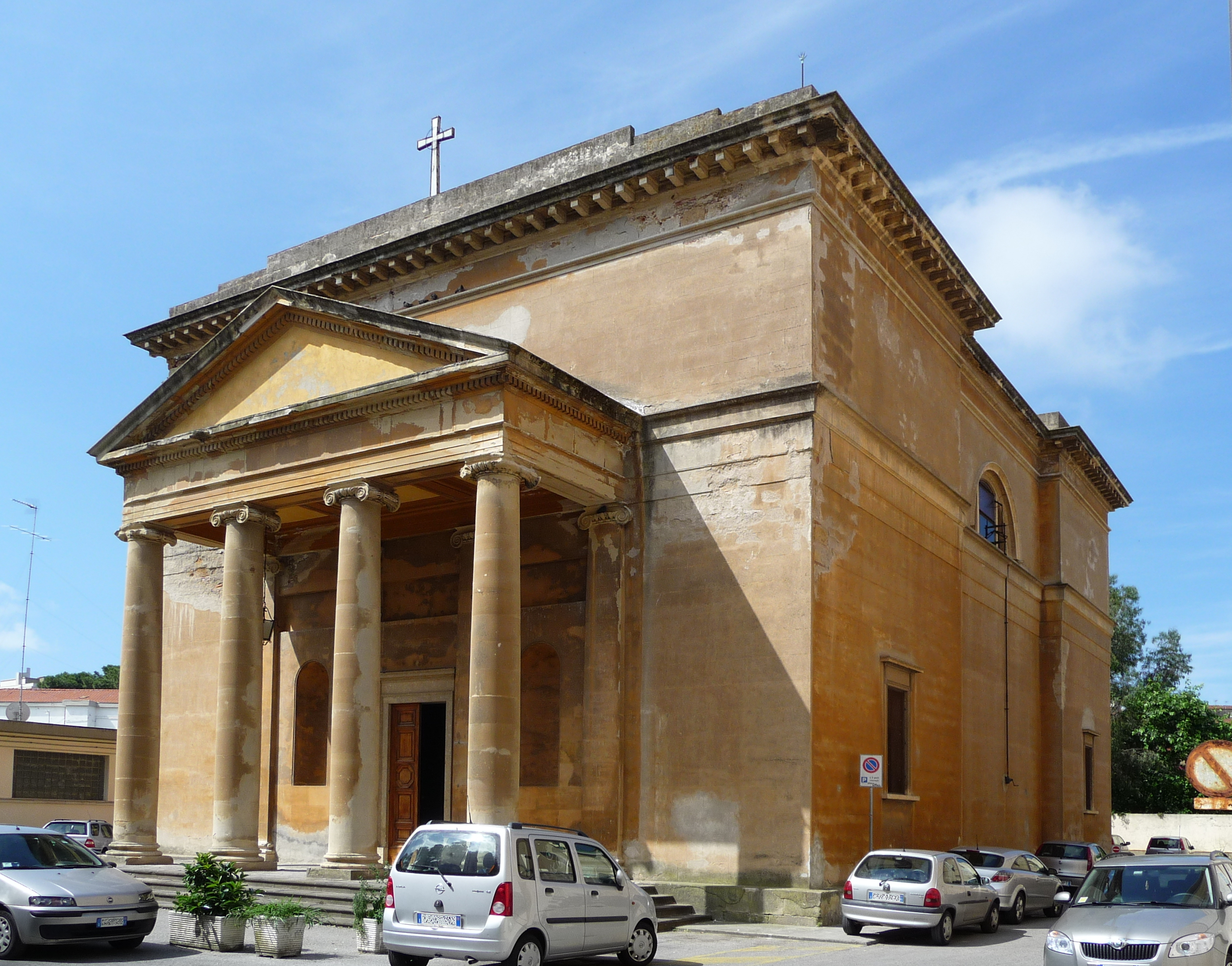
Chiesa di San Giorgio
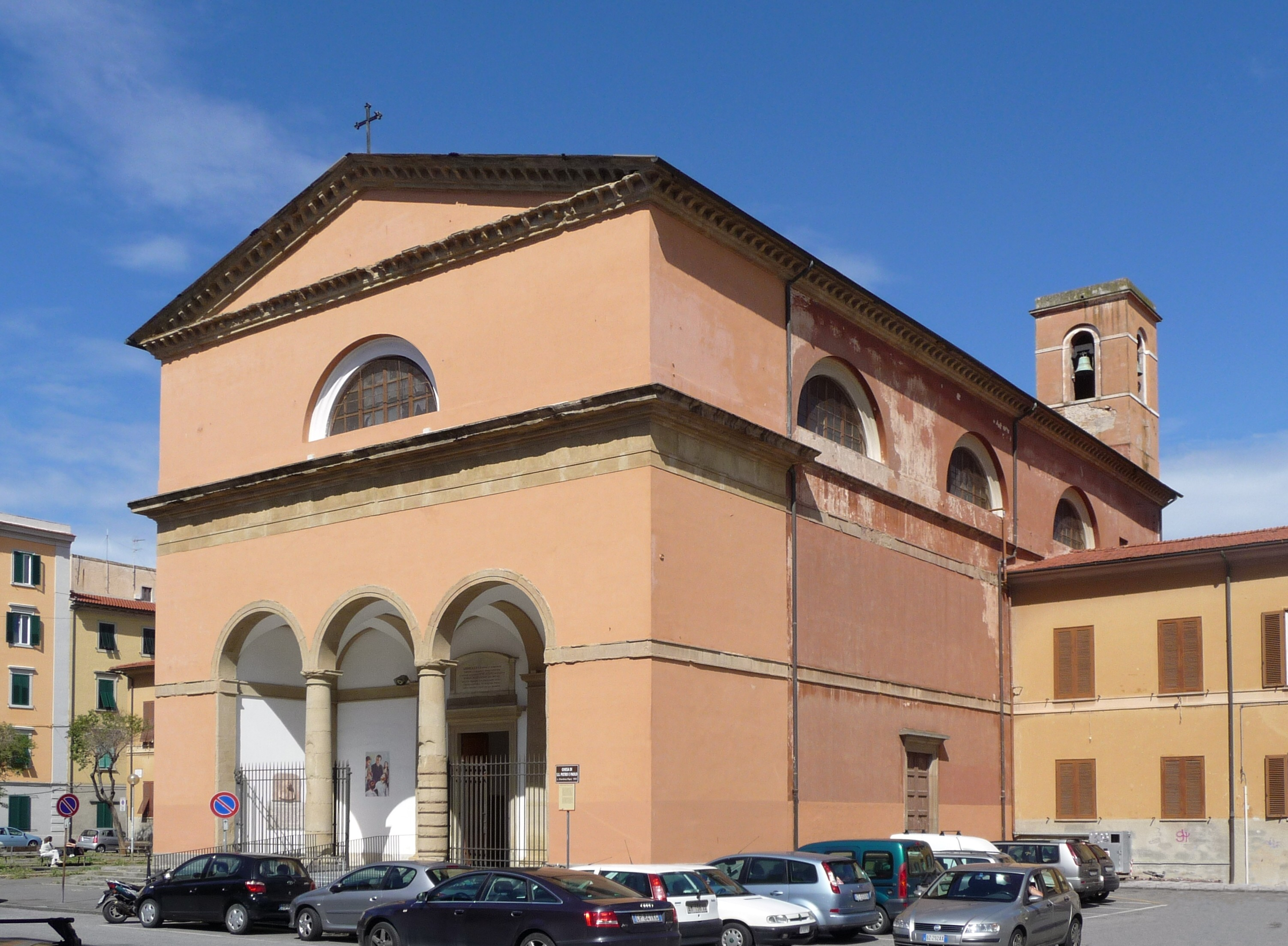
Chiesa dei Santi Pietro e Paolo